# Распад Российской империи
Распа́д Росси́йской импе́рии — прекращение существования Российской империи, произошедшее в связи с процессами системной дезинтеграции, имевшими место в экономике, социальной структуре, общественной и политической сфере страны.
Февральская революция 1917 года привела к заметному усилению сепаратизма, в первую очередь польского, украинского и финского. После Октябрьской революции 1917 года начался новый обширный разгул сепаратизма, и была провозглашена, в частности, независимость Финляндии. Попытки большевистского правительства вернуть контроль над фактически отпавшими западными национальными окраинами (Финляндия, Эстония, Латвия, Литва, Беларусь, Украина т.д.) провалились в ходе германского наступления весной 1918 года.
Восстание Чехословацкого корпуса летом 1918 года становится катализатором дальнейшего распада, вызвав образование неподконтрольных Москве правительств уже на территории самой России. В ходе Гражданской войны большевики восстановили контроль над большей частью территории бывшей Российской империи.
С образованием СССР (30 декабря 1922), принятием Конституции нового государства (31 января 1924) и последовавшим вслед за этим в течение 1 года (с 1 февраля 1924 по 20 января 1925) международным признанием СССР ведущими иностранными державами, процесс прекращения существования Российской империи и системной дезинтеграции во всех сферах страны можно считать завершившимся. К концу этого периода относится также окончание иностранной военной интервенции в России (15 мая 1925) и ликвидация последнего «фронта» Красной армии во время Гражданской войны (4 июня 1926).

## Царство Польское

Территория Российской империи перед Первой мировой войной

Территории, именовавшиеся Царством Польским, были приобретены Российской империей в результате раздела Герцогства Варшавского между Пруссией, Австрией и Россией на Венском конгрессе в 1814—1815 годах.
В ходе наступления германской и австро-венгерской армий весной-летом 1915 года территория Царства Польского оказалась под немецко-австрийской оккупацией. В августе 1916 года Германия и Австро-Венгрия достигли соглашения о создании на территории Царства Польского самостоятельного, но не независимого, польского государства. 5 ноября 1916 года назначенный германским императором варшавский генерал-губернатор Г. Беселер и назначенный австро-венгерским императором люблинский генерал-губернатор К. Кук огласили от имени своих монархов манифест о создании на оккупированной территории Королевства Польского. 8 ноября 1916 года Беселер призвал поляков вступать в польский вермахт, а в декабре 1916 года был образован новый орган власти, подконтрольный Германии, — Временный государственный совет. Так на восточных польских территориях было создано марионеточное государство.
12 (25) декабря 1916 года Николай II, пытаясь пресечь всё возрастающие в российском обществе слухи о его намерении заключить сепаратный мир с Германией и поднять моральный дух армии, в которой всё более проявлялась усталость от войны, издал приказ от имени Верховного главнокомандующего к войскам, в котором были такие слова: «Время для наступления мира ещё не пришло… Россия ещё не выполнила задачи, поставленные перед ней войной… восстановление свободной Польши…» Заявление о свободной Польше от царского имени было сделано впервые.
16 (29) марта 1917 года Временное правительство России признало право Польши на независимость при условии «свободного военного союза» с Россией. В России действовали структуры созданной ещё в 1914 году Польской военной организации, а в июне того же года в Петрограде проходит съезд Союза военных поляков в России. Немного позднее, в августе, лидерами ряда польских партий был основан Польский национальный комитет (ПНК), целью которого было создание независимого польского государства. Польский национальный комитет получил дипломатическую поддержку Франции, Великобритании, Италии и США. С рубежа 1917—1918 годов можно говорить о признании международным сообществом права на возрождение независимого польского государства.

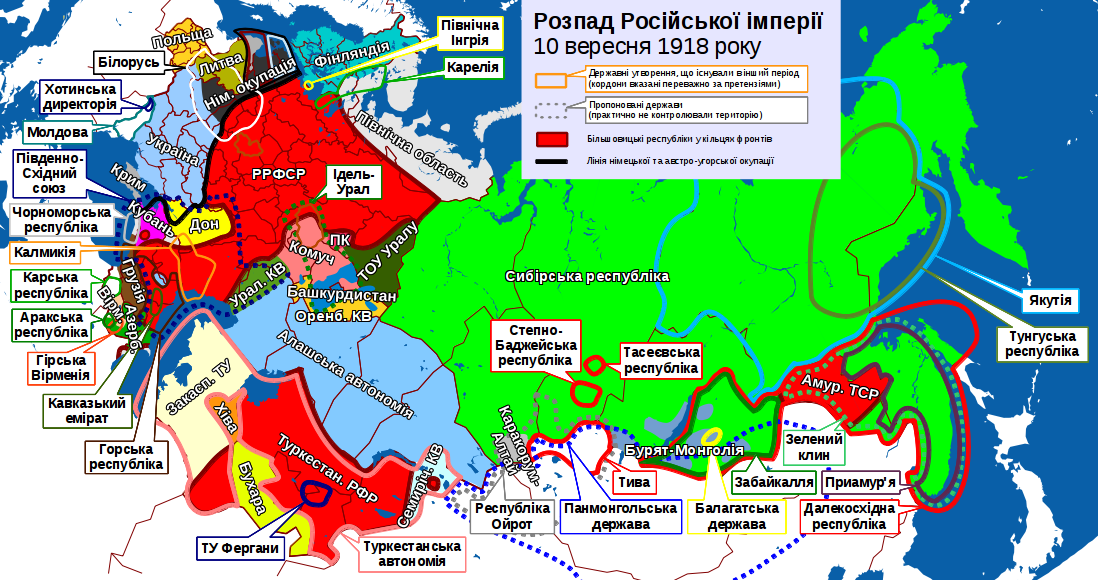
Территория бывшей Российской империи в 1918 г.

12 сентября 1917 года оккупационные власти начали реформу государственного управления в Королевстве Польском. 27 октября 1917 года был создан временно осуществляющий полномочия польского монарха Регентский совет, а 9 апреля 1918 года были проведены выборы в законодательный орган королевства — Государственный совет. В этот же период времени, 3 марта 1918 года, между Советской Россией и центральноевропейскими державами был заключён сепаратный мирный договор, по которому принадлежавшие России ранее польские земли выводились из-под её верховной власти, а 29 августа того же года СНК РСФСР аннулировал договоры Российской империи о разделе Польши, окончательно оформив независимость Польши от России, как политически, так и юридически.

## 1917 год (март — октябрь)
После Февральской революции в России 4 марта 1917 года Временное правительство приняло постановление об отстранении от должностей всех губернаторов и вице-губернаторов. В губерниях, где работало земство, губернаторы заменялись председателями губернских земских управ; где земств не было, места оставались незанятыми, что парализовало систему местного управления.
16 марта 1917 года Временное правительство признало независимость Польши (де-факто неподконтрольной с началом германской оккупации в 1915) при условии заключения с Россией «свободного военного союза».

### Финляндия
Отречение Николая II от престола 2 марта 1917 года автоматически расторгло личную унию с Великим княжеством Финляндским. 7 (20) марта 1917 Временное правительство издало Акт об утверждении Конституции Великого Княжества Финляндского, возвращающий Финляндии все права времён автономии и отменяющий все ограничения периода русификации.
13 (26) марта 1917 на смену русифицированному Сенату Боровитинова был образован новый — финский коалиционный Сенат Токоя. Председателем финского Сената по-прежнему являлся русский генерал-губернатор Финляндии. Временное правительство 31 марта назначило на эту должность Михаила Стаховича.
В разгар июльского кризиса парламент Финляндии провозгласил независимость Великого княжества Финляндского от России во внутренних делах и ограничил компетенцию Временного правительства России вопросами военной и внешней политики. 5 (18) июля, когда ещё был не ясен исход восстания большевиков в Петрограде, парламент Финляндии одобрил социал-демократический проект о передаче себе верховной власти. Однако этот закон о восстановлении автономных прав Финляндии был отклонен Временным правительством России, парламент Финляндии распущен, а его здание заняли российские войска.
8 сентября был сформирован последний финский Сенат, имевший над собой русский контроль — Сенат Сетяли. 4 [17] сентября 1917 был назначен новый генерал-губернатор — Николай Некрасов.

### Украина
4 (17) марта 1917 года в Киеве на собрании представителей политических, общественных, культурных и профессиональных организаций было объявлено о создании Украинской центральной рады. Центральная рада, задачей которой её создатели определили координацию национального движения, на первых порах позиционировала себя как территориальный орган, проводящий на Украине революционную политику Временного правительства.
В апреле на Всеукраинском национальном съезде, обсудившем вопросы национально-территориальной автономии Украины, было принято решение о выработке проекта автономного статуса Украины и сформирован орган исполнительной власти (Малая Рада). Резолюция этого съезда отражала известную эскалацию требований к Временному правительству — в частности, требование, чтобы в будущей мирной конференции участвовали «кроме представителей воюющих держав, и представители народов, на территории которых происходит война, в том числе и Украины», явно говорило о намерении превратить Украину в субъект международного права, что уже выходило за рамки программы автономии.
В мае под эгидой Рады прошёл ряд всеукраинских съездов: военный, крестьянский, рабочий, кооперативный. Решительное требование «немедленного провозглашения особым актом принципа национально-территориальной автономии» содержалось и в решениях Первого Всеукраинского военного съезда, который также высказался за «немедленное назначение при Временном правительстве министра по делам Украины», реорганизацию армии по национально-территориальному принципу, формирование украинской национальной армии, а требование «украинизации» Черноморского флота и отдельных кораблей Балтийского флота не только далеко выходило за рамки концепции автономии, но и содержало явные претензии на полное владение Черноморским флотом и раздел Балтийского флота.
На основе резолюций съездов Рада составила специальный меморандум Временному правительству. В первом пункте документа говорилось, что «от Временного правительства ожидается выражение в том или другом акте принципиально-благожелательного отношения» к лозунгу автономии. Выдвигалось требование участия «представителей украинского народа» в международном обсуждении «украинского вопроса», причём предлагалось немедленно «предпринять подготовительные практические шаги по сношению с зарубежной Украиной». Пятый пункт меморандума гласил: «В интересах поднятия боевой мощи армии и восстановления дисциплины необходимо проведение в жизнь выделения украинцев в отдельные войсковые части как в тылу, так, по возможности, и на фронте». Это был фактически первый шаг к созданию сепаратной армии — и значит, самостоятельного государства. Остальные пункты предусматривали распространение украинизации начальной школы на среднюю и высшую «как в отношении языка, так и предметов преподавания», украинизацию административного аппарата, субсидирование украинских властных структур из центра, амнистию или реабилитацию репрессированных лиц украинской национальности.
3 (16) июня было опубликовано сообщение Временного правительства об «отрицательном решении по вопросу об издании акта об автономии Украины». Несмотря на это, 10 (23) июня на заседании Комитета Центральной рады был принят и в тот же день обнародован Первый Универсал, провозгласивший в одностороннем порядке национально-территориальную автономию Украины в составе России. Законодательным органом объявлялось Всенародное украинское собрание (Сейм), избираемое всеобщим равным, прямым, тайным голосованием, при этом ясно давалось понять, что его решения будут иметь приоритет над решениями Всероссийского учредительного собрания. Центральная рада брала на себя ответственность за текущее состояние дел на Украине, для обеспечения её деятельности вводились дополнительные сборы с населения Украины. 16 (29) июня Центральная рада создала Генеральный секретариат — свой исполнительный орган. Первым генеральным секретарём был избран В. Винниченко. С. Петлюра занял пост генерального секретаря по военным делам. В Декларации Генерального секретариата, провозглашённой 16 (29) июня, создаваемому секретариату по военным делам была поставлена задача «украинизации армии, как в тылу, так, по возможности, и на фронте». Рада в Декларации Генерального секретариата была названа «высшим не только исполнительным, но и законодательным органом всего организованного украинского народа».
В конце июня — начале июля в Киеве прошли переговоры с делегацией Временного правительства — военным и морским министром А. Ф. Керенским, министром иностранных дел М. И. Терещенко, министром почты и телеграфа И. Г. Церетели, к которым присоединился и министр путей сообщения Н. В. Некрасов. По итогам переговоров делегация заявила, что Временное правительство не будет возражать против автономии Украины, однако просит воздержаться от одностороннего декларирования этого принципа и оставить окончательное решение Всероссийскому учредительному собранию. Переговоры закончились соглашением, основанным на взаимных уступках. Самый значительный шаг навстречу Раде со стороны делегации состоял в признании права на самоопределение за «каждым народом». При этом делегация без согласования с правительством признала территориальные претензии Рады на 9 российских губерний. Эти действия вызвали правительственный кризис в Петрограде: 2 (15) июля в знак протеста ушли в отставку все министры-кадеты.
2 (15) июля из Петрограда в Киев пришла телеграмма с текстом правительственной декларации, где говорилось о признании Генерального секретариата как высшего распорядительного органа Украины, а также о том, что правительство благосклонно отнесётся к разработке Украинской радой проекта национально-политического статута Украины. В ответ Центральная рада 3 (16) июля провозгласила Второй Универсал, в котором было заявлено, что «мы, Центральная Рада,… всегда стояли за то, чтобы не отделять Украину от России». Генеральный секретариат объявлялся «органом Временного правительства», признавалась необходимость пополнения Рады за счёт представителей других национальностей, проживающих на территории Украины, и, самое главное, декларировалось, что Рада выступает решительно против самовольного объявления автономии Украины до Всероссийского учредительного собрания. По военному вопросу фактически принималась точка зрения Временного правительства о возможности прикомандирования представителей Украины к кабинету военного министра и Генштабу, при этом вопрос об «украинизации» армии отходил на второй план.
В середине июля украинская делегация прибыла в Петроград для утверждения состава Генерального секретариата Временным правительством. Делегация привезла с собой Статут Генерального секретариата, в преамбуле которого говорилось, что Центральная Рада является органом революционной демократии всех народов Украины, её цель — окончательное введение автономии Украины, подготовка Всеукраинского и Всероссийского учредительных собраний. Правительственная комиссия, однако, отвергла Статут Генерального секретариата и 4 (17) августа заменила его на «Временную инструкцию Генеральному секретариату», согласно которой Генеральный секретариат превращался в местный орган Временного правительства, его правомочность распространялась лишь на 5 губерний (Киевскую, Волынскую, Подольскую, Полтавскую и Черниговскую), были ликвидированы секретариаты военных, продовольственных, судебных дел, путей сообщения, почт и телеграфов. Количество генсекретарей таким образом уменьшалось до семи, причём вводилось квотирование по национальному признаку; не менее четырёх из семи должны были быть неукраинцами. В документе Временного правительства не было ни малейшего упоминания об июльской договорённости. Разумеется, появление этого документа лишь усилило напряжённость, и Рада в своей резолюции от 9 (22) августа охарактеризовала его как свидетельство «империалистических тенденций русской буржуазии в отношении Украины». Содержащийся же в резолюции призыв к «организованной борьбе… трудящихся масс населения всей Украины» свидетельствовал, по мнению М. Соколовой, о явной эскалации противостояния Киева и Петрограда, как и бойкот Радой Государственного совещания, созванного в Москве 12 августа.
С 21 сентября по 28 сентября 1917 года по инициативе Украинской Центральной Рады в Киеве прошёл Съезд народов России, представленный в основном сепаратистскими движениями. Основным вопросом, обсуждаемым на съезде, был вопрос федеративного устройства России.
В конце сентября была опубликована новая Декларация Генсекретариата, в которой об июльском соглашении уже не упоминалось — этим документом на Украине явочным порядком вводилась та самая структура управления, на которую Временное правительство наложило запрет своей «Инструкцией» от 4 (17) августа. Более того, в Декларации указывалось, что секретариату по военным делам (создание которого Временное правительство однозначно запретило) должно быть предоставлено право назначения и отстранения «военных чинов в военных округах на территории Украины и во всех украинских войсковых частях», при этом за «высшей военной властью» признавалось лишь чисто формальное право «утверждения» этих распоряжений украинских властей. В ответ Временное правительство, ссылаясь на отсутствие официального постановления об учреждении Центральной рады, приняло решение считать саму Центральную раду, Генсекретариат, а заодно и свою «Инструкцию» от 4 августа «несуществующими». Спустя неделю Временное правительство попыталось вызвать в Петроград «для личных объяснений» трёх руководителей Рады — В. К. Винниченко (председателя Генсекретариата), А. Н. Зарубина (генерального контролера) и И. М. Стешенко (генерального секретаря). Рада этот вызов игнорировала, заявив, что «не допустит следствия над украинским революционным народным учреждением». В резолюции, принятой в этот же период Всеукраинской радой военных депутатов, содержался призыв «игнорировать» назначение Временным правительством комиссара г. Киева и считать недопустимыми любые назначения на посты в Киевском военном округе без ведома Центральной рады, а также запрещалось выполнять распоряжения любого должностного лица, назначенного без согласования с Центральной радой. Это был прямой шаг к развалу единой государственности, ещё до Октябрьской революции и свержения Временного правительства.

### Беларусь
С июля 1917 в Белоруссии активизировались белорусские национальные силы, которые по инициативе Белорусской социалистической громады провели II съезд белорусских национальных организаций и приняли решение добиваться автономии Белоруссии в составе демократической республиканской России. На съезде была сформирована Центральная Рада.

### Прибалтика
К февралю 1917 года вся Литва и часть Латвии были оккупированы немецкими войсками, под контролем российского правительства оставалась Эстония и часть Латвии.

#### Эстония
3 (16) марта 1917 года был избран Ревельский Совет рабочих и солдатских депутатов. Одновременно комиссаром Временного правительства Эстляндской губернии был назначен бывший ревельский городской голова Яан Поска.
9 (22) марта в Ревеле был организован Таллинский эстонский союз, который потребовал от Временного правительства присоединения к Эстляндской губернии северных уездов Лифляндии и введения автономии. 26 марта (8 апреля) в Петрограде состоялась 40-тысячная демонстрация в поддержку автономии. 30 марта (12 апреля) 1917 года Всероссийское Временное правительство издало постановление «О временном устройстве административного управления и местного самоуправления Эстляндской губернии», в соответствии с которым в состав Эстляндской губернии были включены северные уезды Лифляндской губернии с эстонским населением (Юрьевский, Перновский, Феллинский, Верроский и Эзельский уезды, а также населённые эстонцами волости Валкского уезда; точная новая граница между Эстляндской и Лифляндской губерниями так и не была установлена) и создавался совещательный орган при губернском комиссаре — Временный Земский Совет Эстляндской губернии (эст. Maapäev), который стал первым всеэстонским собранием народных представителей. Земский совет избирался уездными земскими советами и городскими думами. В губернский Земский совет было избрано 62 депутата, первое заседание состоялось 1 (14) июля 1917 года в Ревеле (председателем был избран Артур Вальнер).
На состоявшемся 3—4 (16—17) июля в Ревеле I Эстонском Национальном конгрессе было выдвинуто требование о превращении Эстляндии в автономный округ Российской демократической федеративной республики. Однако ведущие политические силы России не поддержали идею федерализации страны, а Временное правительство отложило решение национального вопроса до созыва Учредительного собрания.
С апреля 1917 года в русской армии стали создаваться эстонские национальные войсковые части (оргкомитет был сформирован 8 (20) апреля).
31 мая (13 июня) в Ревеле состоялся I Эстонский церковный съезд, на котором было принято решение образовать самостоятельную Эстонскую евангелическо-лютеранскую церковь.
Ревельский Совет рабочих и солдатских депутатов организовал и провёл 23—27 июля (5—9 августа) 1917 года в городе Ревель I съезд Советов Эстляндской губернии, на котором был избран Исполнительный комитет Советов рабочих и солдатских депутатов Эстляндской губернии (Всеэстляндский исполком Советов).
Во время Моонзундской операции 29 сентября (11 октября) — 20 октября (2 ноября) [1917 года германский флот прорвался в Рижский залив и оккупировал острова Моонзундского архипелага.

#### Латвия
В сентябре 1917 года в оккупированной германскими войсками Риге латышские политические партии сформировали коалицию — Демократический блок (Demokrātiskais bloks).

#### Литва
18-22 сентября с разрешения немецких оккупационных властей была проведена Вильнюсская конференция, избравшая Литовскую Тарибу (Совет Литвы).

### Закавказье
Для управления Кавказским наместничеством 9 (22) марта 1917 из членов 4-й Государственной думы в Тифлисе Временным правительством был сформирован Особый Закавказский Комитет (ОЗАКОМ). Председателем Комитета стал Василий Харламов.

### Башкирия
С 20 по 27 июля 1917 года в Караван-сарае в Оренбурге проводился I Всебашкирский съезд — курултай. В его президиум были избраны руководители областного бюро Сагид Мрясов, Аллабирде Ягафаров, Ахмет-Заки Валиди, Габдулхай Курбангалиев, Хурматулла Идельбаев. Съезд обсудил и принял резолюции по вопросам о работе временного бюро, управлении Башкортостаном, об отношении к войне и национальном войске, о земельных делах, просвещении и положении женщин. На съезде было избрано Башкирское центральное шуро в составе 6 человек. Шуро непосредственно занималось подготовкой переговоров и осуществлением автономии Башкурдистана в федеративном устройстве России. Членами исполнительного комитета Центрального Шуро избраны: Шариф Манатов (председатель), Гариф Мутин, Сагид Мрясов, Ильдархан Мутин, Усман Куватов, Харис Юмагулов.

### Казахстан
На Первом Всеказахском съезде, проходившем в Оренбурге с 21 по 28 июля 1917 года произошло организационное оформление партии «Алаш».

### Крым
25 марта 1917 года в Симферополе был созван Всекрымский мусульманский съезд, в работе которого приняли участие 1500 представителей населения Крыма. На съезде был избран Временный Крымско-Мусульманский Исполнительный Комитет (Мусисполком, ВКМИК), который возглавил Номан Челебиджихан (Челеби Челебиев). Мусисполком получил признание Временного правительства как единственный полномочный и законный административный орган, представляющий всех крымских татар. Мусисполком активно приступил к управлению внутренней жизнью крымских татар: готовились изменения в сфере образования, выпускались газеты, предпринимались шаги по созданию крымскотатарских воинских частей, устанавливались связи с другими национальными движениями на территории Российской империи.

### Татарстан
1-й Всероссийский мусульманский съезд в начале мая 1917 года в Москве принял резолюцию о территориальной автономии и федеративном устройстве. Активными сторонниками создания собственного государства в составе России были, в частности, Ильяс и Джангир Алкины, Галимжан Ибрагимов, Усман Токумбетов и некоторые другие, позже избранные 1-м Всероссийским мусульманским военным съездом во Всероссийский Мусульманский Военный Совет — Харби Шуро. 2-й Всероссийский мусульманский съезд в июле 1917 года в Казани собрал больше сторонников национально-культурной автономии. На совместном заседании этого съезда с 1-м Всероссийским мусульманским военным съездом и Всероссийским съездом мусульманского духовенства 22 июля 1917 года была провозглашена Национально-культурной автономии мусульман тюрко-татар Внутренней России и Сибири. Кроме того, 27 июля на 3-м заседании 2-го Всероссийского мусульманского съезда по докладу Садри Максуди был учреждён координирующий орган Национальный Совет — Милли Меджлис, с местопребыванием в городе Уфе.

### Кубань и Северный Кавказ
В апреле 1917 года Кубанским Казачьим Войском была создана политическая организация — Кубанская рада. 24 сентября 1917 года Кубанская Рада приняла решение о создании Законодательной Рады (парламента).
1 мая 1917 года во Владикавказе по инициативе Временного Центрального Комитета объединённых горцев прошёл Первый Горский съезд на котором был образован Союз объединённых горцев Северного Кавказа и Дагестана. Центральному комитету Союза объединённых горцев непосредственно подчинялись Дагестанская область, горские округа Терской области (Назрановский, Нальчикский, Владикавказский, Грозненский, Веденский, Хасав-Юртовский), Ногайский участок Терской области, Кубанский Горский областной комитет и Кубанский Горский областной совет, исполнительные комитеты ногайцев и караногайцев Ставропольской губернии.

### Дон
После Февральской революции всё большое значение на Дону начинают играть Донской войсковой Круг (Съезд) и его исполнительные органы: Войсковое правительство и Донской областной атаман.

### Сибирь
8 октября 1917 года сибирские областники объявили Сибирь автономией и создали первое сибирское правительство во главе с Потаниным, которое впоследствии было разогнано большевиками.

## Ноябрь 1917 — январь 1918
Новый всплеск сепаратизма происходит с приходом к власти большевиков, принявших Декларацию прав народов России от 2 ноября 1917 года, в которой признавалось право на свободное самоопределение вплоть до полного отделения. 12 (25) ноября 1917 года проходят выборы в Учредительное собрание России. 5 (18) января 1918 года Учредительное собрание собирается на своё первое заседание в Петрограде, и за несколько часов до принудительного роспуска провозглашает Россию демократической федеративной республикой.

### Украина

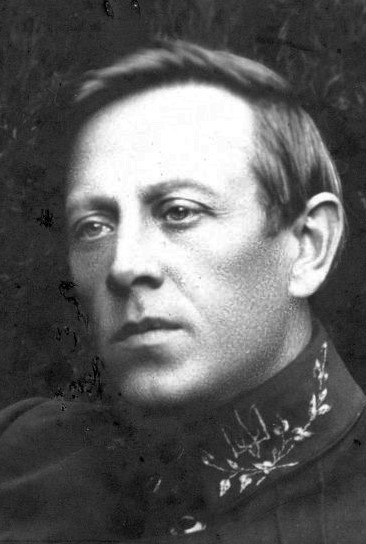
Симон Петлюра, с 1900 года — социал-демократ, с 1914 года — член Всероссийского союза земств и городов. После краха режима гетмана Скоропадского захватил Киев в декабре 1918 года, и восстановил режим Украинской Народной Республики.

К началу Октябрьской революции на власть в Киеве претендовали три основных политических силы: Украинская центральная рада, органы власти Временного правительства (Городской Совет и штаб Киевского военного округа) и Киевский Совет. В городе насчитывалось до 7 тыс. бойцов революционных отрядов, в том числе до 3 тыс. красногвардейцев, в то время как штаб Киевского военного округа имел до 12 тыс. чел. Кроме того, собственными («украинизированными») войсками располагало правительство Центральной рады.
27 октября (9 ноября) Киевский Совет принял резолюцию о поддержке большевистского выступления в Петрограде и объявил себя единственной властью в Киеве. 29 октября (11 ноября) началось восстание, поддержанное начавшейся 30 октября (12 ноября) забастовкой до 20 тыс. рабочих. К 31 октября (13 ноября) большевики заняли штаб Киевского военного округа, командование которого 1 (14 ноября) бежало из города. Однако восстание закончилось провалом: Центральная рада стянула в Киев лояльные части, в том числе перебросив войска с фронта. В течение нескольких дней большевики были выбиты из города.
7 (20 ноября) Украинская центральная рада своим III Универсалом провозгласила Украинскую Народную Республику в составе федеративной России, в пределах Киевской, Волынской, Подольской, Херсонской, Черниговской, Полтавской, Харьковской, Екатеринославской губерний и уездов Северной Таврии. Одновременно УЦР утвердила закон о выборах в Учредительное собрание Украины и ряд других законов. 12 (25 ноября) были проведены прямые демократические выборы во Всероссийское Учредительное собрание, в которых приняли участие многие деятели Центральной рады. По результатам выборов большевики получили 10 %, остальные партии — 75 %.
3 (16 декабря) СНК РСФСР признал право Украины на самоопределение. В то же время в первой половине декабря 1917 года отряды Антонова-Овсеенко заняли район Харькова, и 4 (17 декабря) правительство Советской России потребовало от Центральной рады «оказывать содействие революционным войскам в деле их борьбы с контрреволюционным кадетско-калединским восстанием», однако Центральная рада отвергла этот ультиматум. По инициативе большевиков была начата подготовка к созыву I Всеукраинского Съезда Советов, однако получить на Съезде большинство им не удалось. Большевики отказались признавать законность Съезда, образовав из своих сторонников параллельный Съезд, прошедший 11-12 (24-25) декабря 1917 года в Харькове, где была провозглашена Украинская Народная Республика Советов (в составе Российской Федерации) и избран Народный секретариат (правительство), в то время как в Киеве сохранилась власть Центральной рады и её исполнительного органа — Генерального секретариата. В декабре 1917 — январе 1918 на Украине развернулась вооружённая борьба за установление Советской власти. В результате боевых действий войска Центральной рады были разбиты и большевики взяли власть в Екатеринославе, в Полтаве, Кременчуге, Елисаветграде, Николаеве, Херсоне и других городах. 21 декабря 1917 (3 января 1918 по новому стилю) на совещании президиума Румчерода (Совет солдатских депутатов от Румынского фронта, Черноморского Флота и Одессы), которому принадлежала реальная власть в Одессе, город был объявлен вольным городом. По словам главы Генерального секретариата Дмитрия Дорошенко, 

Во всех крупных центрах власть правительства Центральной рады существовала к концу года лишь номинально. В Киеве это сознавали, но ничего уже поделать не могли.

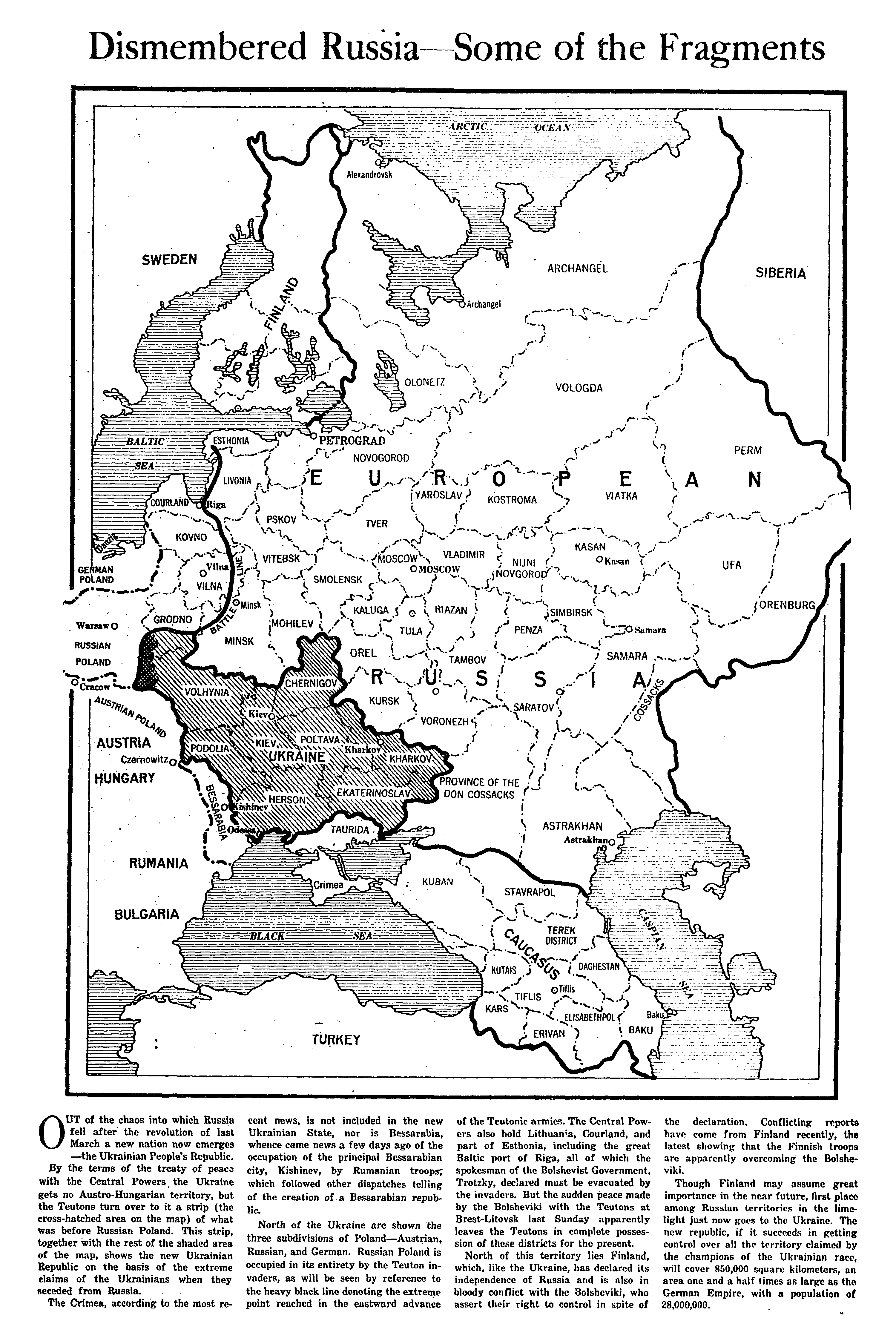
Предполагаемые границы УНР на февраль 1918 года

22 декабря 1917 (4 января 1918) делегация УЦР прибывает в Брест-Литовск для самостоятельного участия в мирных переговорах. Троцкий был вынужден признать украинскую делегацию самостоятельной стороной переговорного процесса.
После разгона большевиками Учредительного собрания (6 (18) января 1918 года) Центральная рада 9 (22) января 1918 г. принятием IV универсала провозгласила Украинскую народную республику независимой и суверенной страной (её территория распространялась на 9 губерний бывшей Российской империи).
Практически одновременно — 16 (29) января в Киеве вспыхнуло восстание под руководством большевиков, а 13 января (26 января по новому стилю) 1918 г. в Одессе началось восстание Румчерода.
Восстание в Киеве было подавлено к вечеру 22 января (4 февраля) 1918 г., а восстание в Одессе завершилось успехом и 18 января в городе была провозглашена Одесская Советская Республика, которая признала высшую власть в лице Совнаркома Петрограда и советского правительства в Харькове. Формально в состав Одесской республики была включена Бессарабия, в столице которой (Кишинёве) 13 января 1918 Революционным штабом советских войск Бессарабского района был организован захват всех важнейших объектов. Однако 18 января в Бессарабию вторглись войска УНР, а на следующий день начала наступление Румыния.
26 января (8 февраля) 1918 года большевистские части под командованием Муравьева заняли Киев. На следующий день 27 января 1918 (9 февраля 1918) делегация УНР в Брест-Литовске подписала с Центральными державами отдельный сепаратный мир, предполагавший признание суверенитета Украины и военную помощь против советских войск в обмен на поставки продовольствия.

### Бессарабская губерния
После Октябрьской революции помощнику главнокомандующего войсками Румынского фронта генералу Щербачёву (фактически исполнявшему обязанности главнокомандующего) удалось на некоторое время сдержать разложение войск фронта под воздействием революционных событий и большевистской агитации. Щербачёв добился того, что фронтовой комитет 30 октября (12 ноября) 1917 года принял решение о непризнании советской власти. Французские военные представители на Румынском фронте (в городе Яссы находился штаб Румынского фронта и генерала Бертло) поддержали генерала Щербачёва. Ему было разрешено начать мирные переговоры с австро-германцами. 26 ноября (9 декабря) в Фокшанах было заключено перемирие между объединёнными русско-румынскими и германо-австрийскими войсками. Это позволило Щербачёву приступить к подавлению большевистского влияния в армии. В ночь на 5 (18) декабря он поручил войскам, верным Центральной раде, занять все штабы. За этим последовало разоружение румынами тех частей, в которых было сильно влияние большевиков. Оставшись без оружия и продовольствия, военнослужащие русской армии были вынуждены в жестокий мороз пешком уходить в Россию. Румынский фронт фактически прекратил своё существование в середине декабря 1917 года.
21 ноября (4 декабря) 1917 года на Военно-молдавском съезде был сформирован Сфатул Цэрий, который 2(15) декабря 1917 года принять декларацию, провозглашавшую образование Молдавской демократической республики:

«…Имея в виду установление общественного порядка и укрепление прав, завоёванных революцией, Бессарабия, опираясь на своё историческое прошлое, объявляет себя отныне Молдавской демократической республикой, которая войдёт в состав Российской демократической федеративной республики членом с теми же правами…»

Республика была признана большевистским правительством. 7 декабря 1917 года с согласия Сфатул Цэрия румынские войска пересекли Прут и заняли несколько приграничных молдавских сёл. 8 января румынские войска начали наступление на северные и южные районы Молдавской Демократической Республики и 13 января после незначительных боёв с войсками Румчерода заняли Кишинёв, а к началу февраля всю центральную и южную часть Молдавии. В это же время север Молдавии был занят австро-венгерскими войсками.
24 января (6 февраля) 1918 года Сфатул Цэрий провозгласил независимость Молдавской демократической республики.

### Финляндия
15 (28) ноября 1917 парламент Финляндии взял на себя высшую власть в стране, сформировал новый состав правительства — Сената Финляндии под руководством Пера Эвинда Свинхувуда (см. Сенат Свинхувуда), которое уполномочило своего председателя представить в Эдускунту проект новой Конституции Финляндии. Передавая 21 ноября (4 декабря) 1917 проект новой Конституции на рассмотрение парламенту Финляндии, председатель сената Пер Эвинд Свинхувуд огласил заявление Сената Финляндии «К народу Финляндии», в котором было объявлено о намерении изменения государственного строя Финляндии (о принятии республиканского способа правления), а также содержалось обращение «к властям иностранных государств» (в частности к Учредительному Собранию России) с просьбой о признании политической независимости и суверенитета Финляндии (которое позднее было названо «Декларацией независимости Финляндии»). 23 ноября (6 декабря) 1917 указанное заявление (декларацию) одобрил парламент Финляндии голосованием 100 против 88.
18 (31) декабря 1917 государственная независимость Финляндской Республики первой была признана Советом Народных Комиссаров (правительством) Российской Советской Республики, возглавляемым Владимиром Лениным. В январе 1918 года независимость Финляндии признали Германия и Франция.

Гражданская война в Финляндии январь — май 1918 года

Одновременно с этими событиями усилилось противостояние между сторонниками социал-демократической партии Финляндии (основными силами которых были отряды финской Красной гвардии — «красные») и финского Сената (на стороне которого были отряды самообороны (охранные отряды, Охранный корпус Финляндии) — «белые»). Кроме того, в стране находилось около 80 тысяч войск российской армии.
27 января в стране началось восстание красных, организованное Народным Советом Финляндии, приведшее к началу гражданской войны. Несмотря на то, что обе стороны называли страну одинаково: республика и Финляндия, в своём единственном международном договоре «красное» правительство Финляндии относительно своей страны использует понятие Финляндская Социалистическая Рабочая Республика.

### Закавказье
11 (24) ноября 1917 г. на совещании по вопросу организации местной власти в Закавказье в связи с Октябрьской революцией было принято решение о создании «Независимого правительства Закавказья» (Закавказского комиссариата), которое заменило бы собой функции созданного Временным правительством ОЗАКОМ «лишь до созыва Всероссийского учредительного собрания, а в случае невозможности его созыва … до съезда членов Учредительного собрания от Закавказья и Кавказского фронта».
5 (18) декабря 1917 года между русскими и турецкими войсками на Кавказском фронте было заключено так называемое Эрзинджанское перемирие. Это привело к массовому отходу русских войск из Западной (Турецкой) Армении на территорию России. К началу 1918 года турецким силам в Закавказье фактически противостояли лишь несколько тысяч кавказских (в основном армянских) добровольцев под командой двухсот офицеров.
12 (25) января 1918 года после разгона Учредительного собрания Закавказский комиссариат, обсудив вопрос о политическом положении, принял решение о созыве Закавказского сейма из делегатов от Закавказья во Всероссийское Учредительное собрание как законодательного органа Закавказья.

### Беларусь
После Октябрьской социалистической революции в Петрограде власть на территории Беларуси перешла к большевистскому Областному исполнительному комитету Западной области и фронта (Облискомзап).
Одновременно с этим активизировались и сепаратистские силы в Беларуси. Белорусская Центральная Рада была преобразована в Великую Белорусскую Раду (ВБР). ВБР не признавала власти Облискомзапа, который считала исключительно фронтовым органом. В декабре 1917 по приказу Облискомзапа был разогнан Всебелорусский съезд.

### Прибалтика

#### Эстония
В течение 23—25 октября (5—7 ноября) 1917 года власть в Эстляндской губернии, за исключением оккупированного германскими войсками Моонзундского архипелага, перешла к Советам рабочих и солдатских депутатов в лице Военно-революционного комитета Эстляндской губернии (председатель — И. В. Рабчинский, заместитель председателя — В. Э. Кингисепп), а 27 октября (9 ноября) Яан Поска официально передал все дела по управлению Эстляндской губернией уполномоченному ВРК В. Э. Кингисеппу. Верховным органом власти был объявлен Исполнительный комитет Советов рабочих и солдатских депутатов Эстляндской губернии. В то же время Земский совет продолжал функционировать, формирование эстонских воинских частей продолжалось.
15 (28) ноября 1917 года Временный Земский Совет Эстляндской губернии объявил о созыве в ближайшем будущем Эстонского Учредительного Собрания «для определения будущего государственного устройства Эстонии», а до созыва Собрания провозгласил себя верховной властью в стране. 19 ноября (2 декабря) Исполком Эстляндского Совета рабочих, воинских, безземельных и малоземельных депутатов принял решение о роспуске Земского Совета, однако одновременно поддержал идею созыва Учредительного Собрания и назначил выборы на 21—22 января (3—4 февраля) 1918 года. Несмотря на роспуск, Земский совет продолжил подпольную деятельность посредством своих органов — правления, совета старейшин, земской управы.
В конце 1917 года территория Эстляндии расширилась. Постановлением Исполкома Совета Эстляндии от 23 декабря 1917 года (5 января 1918 года) город Нарва был передан из Петроградской губернии в состав Эстляндской губернии, и в её составе образован Нарвский уезд. В состав нового уезда вошли город Нарва, Вайварская, Сыренецкая волости, волости Ийзаку, Йыхви Везенбергского уезда Эстляндской губернии и ряд селений Ямбургского уезда Петроградской губернии. Это решение было принято на основании итогов проведённого 10 (23) декабря 1917 года плебисцита.
21—22 января (3—4 февраля) 1918 года были проведены выборы в Учредительное собрание, в результате которых первое место заняла РСДРП(б), получив 37,1 % голосов. Учредительное Собрание предполагалось открыть 15 февраля 1918 года.
В декабре 1917 года на острове Найссаар служившим военно—морской базой, прикрывающей вход на ревельский рейд, была провозглашена Советская республика матросов и строителей.

#### Латвия
В начале декабря 1917 года на не занятой немцами территории в Валке был сформирован Латвийский временный национальный совет (ЛВНС).
Практически одновременно с этим 24 декабря 1917 года (6 января 1918 года) в латвийском городе Валка Исполнительный комитет Совета рабочих, солдатских и безземельных депутатов Латвии (Исколат) принял декларацию о самоопределении Латвии. Была образована Республика Исколата, власть которой распространялась на районы Латвии, не занятые германскими войсками. Председателем правительства Республики Исколата стал Фрицис Розинь (Розиньш).
1 января Исполнительный комитет запретил деятельность ЛВНС, однако Фрицис Розинь приостановил это решение и ЛВНС смог продолжить свою деятельность. 30 января 1918 года Латвийский временный национальный совет принял решение о создании суверенной и демократической Латвии, в которую должны быть включены все населенные латышами регионы.

#### Литва
11 (24) декабря 1917 Литовская Тариба приняла декларацию о независимости в «вечных союзных связях Литовского государства с Германией».

### Крым
Ещё в октябре 1917 года на съезде представителей крымскотатарских организаций, созванном Мусисполкомом, было принято решение о том, что в сложившейся политической ситуации вопрос о дальнейшей судьбе Крыма должен решать Курултай крымских татар. 17 ноября состоялись выборы, на которых были избраны 76 делегатов. Курултай открылся 26 ноября в Ханском дворце (Бахчисарай). Он взял на себя все полномочия Мусульманского исполкома, провозгласил создание Крымской Народной Республики, принял её Конституцию и государственную символику, после чего объявил себя парламентом Крымской Народной Республики. Правительство возглавил Номан Челебиджихан.
Государственное образование просуществовало до января 1918 года, когда в Крыму была установлена Советская власть.

### Башкирия
Находившееся в Оренбурге Башкирское центральное шуро 11 ноября 1917 года в фармане № 1 (Указе № 1) подтвердило необходимость для башкир собственного национального самоуправления. А 15 ноября Башкирское центральное шуро явочным порядком приняло уже постановление о провозглашении автономии Башкурдистана, которое на следующий день было объявлено Фарманом № 2 (Указ № 2). Его подписали председатель шуро Шариф Манатов его заместитель Ахметзаки Валидов, секретарь шуро Шайхзада Бабич и шесть заведующих отделами шуро. В постановлении и фармане говорилось: «Башкирский областной совет объявляет башкирскую территорию Оренбургской, Уфимской, Самарской и Пермской губерний с сего 15 ноября автономной частью Российской республики».
Фарман шуро о провозглашении автономии Башкурдистана был утверждён на III Всебашкирском съезде (курултае), который проходил 8 декабря (21 декабря) 1917—20 декабря 1917 (2 января 1918) 1917 года в Оренбурге и назывался учредительным. Учредительный курултай определил меры по осуществлению автономного управления Башкурдистана, а также был учрежден предпарламент Кесе-Курултай (Малый курултай), состоящий из представителей населения края по одному на каждые 100 тысяч человек пропорционально численности каждой народности.
20 декабря 1917 года Кесе-Курултаем учреждён высший исполнительный орган власти республики — Башкирское Правительство (Правительство Башкурдистана). Согласно резолюции учредительного курултая от 20 декабря 1917 года, было положено начало созданию отдельного войска под руководством заведующего военным отделом Правительства Башкурдистана А. А. Валидова. По принятым на съездах постановлениями, на территории республики учреждаются мировые и общие судебные органы, действующие на основании общегосударственных законов с подчинением их Российскому правительствующему Сенату, который для них являлся кассационной инстанцией, а в тех случаях, когда сторонами выступали исключительно башкиры, применению подлежали законы, изданные Курултаем.
В начале января 1918 года представитель Башкирского центрального шуро Ш. А. Манатов прибыл в Петроград и 7 января встретился с В. И. Лениным, с целью добиться признания автономии со стороны центральных властей. Во время переговоров Ленин сказал: «Мы не признаём башкирское движение контрреволюционным, направленным против нас…Мы считаем, что национальные движения народов Востока вполне естественны и очень нужны».

### Казахстан
5-13 декабря 1917 года, на II-ом общеказахском съезде в Оренбурге, была провозглашена Алашская автономия (каз. Алаш-Орда) со столицей в Семипалатинске.

### Кубань и Северный Кавказ
В ноябре 1917 года на территории Дагестана и горских округов Терской области ЦК Союза объединённых горцев Кавказа была провозглашена Горская республика во главе с Чермоевым А. М.. Горское правительство, однако, могло рассчитывать на признание лишь на территории Дагестана, причём даже здесь его не везде признавали, особенно в аулах, граничивших с Чечнёй. Само правительство не имело постоянной резиденции. Так Гайдар Бамматов, считавшийся министром иностранных дел, находился постоянно в Тифлисе в поисках покровительства «внешней силы» — вначале Турции, а впоследствии — Англии. Главные города Дагестана находились под властью советов депутатов и городских самоуправлений, получавших поддержку из советской Астрахани и от солдатских эшелонов, возвращавшихся по домам с разложившихся Кавказского и Персидского фронтов Первой мировой войны.
Одновременно с этим 1 декабря 1917 года во Владикавказе, на совещании представителей ЦК Союза объединённых горцев Кавказа, Войскового правительства Терского казачества, Союза городов Терско-Дагестанского края было создано антибольшевистское Временное Терско-Дагестанское правительство под руководством атамана Караулова. Фактически Горское правительство и Терско-Дагестанское правительство существовали параллельно до марта 1918 года.
1 (14) января 1918 года губисполком Ставропольской губернии провозгласил создание на территории губернии Ставропольской советской республики в составе РСФСР.
Кубанская Рада не признала советской власти. 28 января 1918 года Кубанской краевой войсковой Радой во главе с Н. С. Рябоволом, на землях бывшей Кубанской области была провозглашена независимая Кубанская народная республика со столицей в Екатеринодаре. 16 февраля 1918 года было избрано её правительство во главе с Л. Л. Бычом.

### Войско Донское
26 октября 1917 года генерал Каледин объявляет военное положение на Дону, Войсковое правительство принимает на себя всю полноту государственной власти в области. В течение месяца Советы в городах Донской области ликвидируются. 2 декабря 1917 казачьи части Каледина занимают Ростов. 25 декабря 1917 года (7 января 1918) объявляется о создании Добровольческой армии.
В январе 1918 года Совнарком Советской России создаёт Южный революционный фронт под командованием А. И. Антонова-Овсеенко. По мере продвижения этих войск на юг активизируются сторонники новой власти и в Донской области. 10 (23) января 1918 открывается Съезд фронтового казачества, который объявляет себя властью в Донской области, объявляет А. М. Каледина низложенным с должности атамана, избирает казачий Военно-Революционный комитет во главе с Ф. Г. Подтёлковым и М. В. Кривошлыковым, и признаёт власть Совета Народных Комиссаров. 29 января (11 февраля) атаман А. М. Каледин застрелился.
На занятой большевиками территории Дона 23 марта 1918 года была провозглашена Донская Советская Республика — автономное образование в составе РСФСР.

### Средняя Азия (Туркестан)
Политическая картина в Средней Азии на момент Октябрьской революции 1917 года отличалась крайней пестротой, общепринятое на тот момент административное деление и этническая классификация резко не совпадали с современными. Ключевым для царского правительства являлось разделение местных народов на оседлые и кочевые; под киргизами и туркменами обычно понимались кочевые племена, а под узбеками и таджиками — оседлые, современные казахи именовались «кайсак-киргизами» («казах-киргизы», «казак-киргизы» и др.)
По состоянию на 1917 год основными государственными образованиями в регионе являлись вассальные по отношению к Российской империи Бухарский эмират и Хивинское ханство, а также территория бывшего Кокандского ханства в Ферганской области (более подробно см. Среднеазиатские владения Российской империи).
Произошедшее в Петрограде вооружённое восстание большевиков отразилось в среднеазиатском регионе практически немедленно. Уже 27 октября (10 ноября) 1917 года в Ташкенте началось восстание, 22 ноября сформирован большевистско-левоэсеровский «Совнарком Туркестанского края».
Параллельно с этими событиями, IV Чрезвычайный краевой общемусульманский съезд в Коканде с 27 ноября 1917 года принял курс на формирование Туркестанской автономии.

## Февраль — май 1918

### Брестский мир
С приходом к власти большевики уже 26 октября 1917 провозглашают Декрет о мире, предлагавшем всем воюющим народам немедленно заключить «справедливый демократический мир без аннексий и контрибуций». 9 декабря 1917 года начинаются сепаратные переговоры с Германией о немедленном мире, с 20 декабря российскую делегацию возглавляет наркоминдел Л. Д. Троцкий.
Условия, выдвинутые немцами, были позорными для России, и включали в себя отторжение обширных национальных окраин на западе бывшей Российской империи, выплату репараций Германии и компенсаций лицам немецкой национальности, пострадавшим в ходе революционных событий. Кроме того, Германия фактически вела переговоры с Украиной отдельно, как с независимой державой.
Троцкий предлагает неожиданную формулу «ни мира, ни войны», состоявшую в искусственном затягивании переговоров в надежде на скорую революцию в самой Германии. На заседании ЦК РСДРП(б) большинство (9 голосов против 7) высказываются за предложение Троцкого.
Однако эта стратегия провалилась. 9 февраля 1918 года германская делегация в Брест-Литовске по приказу кайзера Вильгельма II предъявляет большевикам первый ультиматум, 16 февраля уведомляют советскую сторону о возобновлении военных действий 18 февраля в 12:00. 21 февраля немецкой стороной предъявлен второй, более жёсткий ультиматум. В тот же день Совнарком принимает декрет «Социалистическое Отечество в опасности!», начинает массовый набор в Красную Армию, 23 февраля происходят первые столкновения Красной Армии с наступающими немецкими частями.
23 февраля ЦК РСДРП(б) под давлением Ленина всё-таки принимает решение о принятии германского ультиматума. 3 марта 1918 года под давлением Ленина мир подписывается на немецких условиях.
VII съезд РСДРП(б) (на этом съезде переименованной в РКП(б)), работавший 6—8 марта 1918 года принимает резолюцию, одобряющую заключение мира (30 голосов за, 12 против, 4 воздержалось). 15 марта Брестский мир был ратифицирован на IV Съезде Советов.

### Германское наступление весной 1918 года и его последствия

Территории, оккупированные Германией по Брестскому миру

В феврале 1918 года после затягивания советской стороной мирных переговоров в Бресте германская армия переходит в наступление.
После заключения Брестского мира немецкая армия практически беспрепятственно занимает Прибалтику, Белоруссию, Украину, высаживается в Финляндии, вступает в земли Войска Донского. Турецкие войска начинают наступление в Закавказье.
К маю 1918 года германо-австрийские войска ликвидировали Республику Исколата (Латвия), советские республики на Украине.

### Украина
Согласно сепаратному миру между УНР и Центральными державами в начале февраля 1918 года немецкие и австрийские войска были введены на территорию Украины. 1 марта немецкие войска вошли в Киев и восстановили в городе власть Центральной Рады.
Одновременно с этим в Харькове 12 февраля наравне с уже имеющейся Украинской народной республикой Советов провозглашается Донецко-Криворожская республика.
7-10 марта 1918 года в Симферополе избранный на I-ом Учредительном съезде Советов, ревкомов и земельных комитетов Таврической губернии, Таврийский Центральный Исполнительный Комитет объявил декретами от 19 и 21 марта о создании Таврийской ССР.
19 марта 1918 года в Екатеринославе все советские образования на территории Украины (Донецко-Криворожская советская республика, Украинская Народная Республика Советов, Одесская Советская Республика, Советская Социалистическая Республика Тавриды) провозгласили объединение в единую Украинскую Советскую Республику в составе РСФСР. Несмотря на это решение некоторые из советских республик формально продолжали существовать параллельно с новым государственным образованием, однако в результате немецкого наступления к концу апреля 1918 года их территория была занята германскими войсками, а сами республики ликвидированы.
Кроме того, 29 апреля 1918 года немецкими войсками была разогнана Центральная рада, Украинская народная республика ликвидирована, а на её месте создана Украинская держава во главе с гетманом Скоропадским.

### Финляндия и Карелия

Один из основателей Финской республики, Карл Маннергейм в форме кавалергарда, 1896 год

В ходе гражданской войны в Финляндии Советская Россия поддерживает войска Финляндской Социалистической Рабочей Республики, а Финляндской республике поддержку оказывают Швеция и Германия. Однако с началом немецкого наступления в феврале 1918 года Советская Россия вынуждена резко сократить свою помощь «красным», а по условиям Брестского мира из Финляндии выводятся русские войска (которые, впрочем, не принимали активного участия в гражданской войне), а Балтийской флот покидает Гельсингфорс. Причём, оружие и боеприпасы русских войск в своём большинстве достаются «белым».
Одновременно с этим, руководство финских «белых» заявляет о планах расширения территории Финляндии за счёт Карелии. Официального объявления войны, однако, со стороны Финляндии не последовало. В марте 1918 года «добровольческие» финские отряды вторгаются на территорию Карелии и занимают посёлок Ухта. 15 марта финский генерал Маннергейм утверждает «план Валлениуса», предусматривающий захват части бывшей территории Российской империи до линии Петсамо (Печенга) — Кольский полуостров — Белое море — Онежское озеро — река Свирь — Ладожское озеро. Кроме того, предлагается превращение Петрограда в «свободный город — республику» наподобие Данцига. В марте в Ухте собирается Ухтинский комитет (карел. Uhtuan Toimikunta — Ухтуан Тоймикунта), который возглавлял некий Туйску, принявший постановление о присоединении Восточной Карелии к Финляндии.
В апреле в результате Олонецкого похода белофинны занимают часть территории южной Карелии, а 15 мая провозглашают на занятой территории Олонецкое правительство.
Действия финнов по дальнейшей экспансии в Карелии сдерживают высадившиеся в Мурманске в начале марта войска Антанты и кайзер Вильгельм II, опасавшийся потери власти большевиками в результате занятия Петрограда финнами и стремившийся содействовать обмену территории Выборгской губернии, оставляемой за Россией, на область Печенги с выходом к Баренцеву морю, что было необходимо Германии для ведения войны на Севере с Англией, чьи войска начали интервенцию в Русском Поморье.
В марте 1918 г. Германия получила право размещать свои военные базы в Финляндии, а 3 апреля 1918 г. в Гангё высадился хорошо вооружённый германский экспедиционный корпус, численностью 12 тысяч (по другим сведениям, 9500) человек, с главной задачей взять столицу красной Финляндии. Всего количество германских солдат в Финляндии под командованием генерала Рюдигера фон дер Гольца составило 20 тысяч человек (включая гарнизоны на Аландских островах).
12-13 апреля немецкие войска взяли Хельсинки, передав город представителям финского Сената. 21 апреля был взят Хювинкя, 22 апреля — Рийхимяки, 26 апреля — Хяменлинна. Бригада из Ловиисы захватила Лахти 19 апреля и перерезала сообщение между западной и восточной группировкой красных.
В начале мая 1918 года Финляндская Социалистическая Рабочая Республика прекратила своё существование, а Республика Финляндия попала под контроль кайзеровской Германии.

### Отделение Закавказья
В первой половине февраля турецкие войска, воспользовавшись развалом Кавказского фронта и нарушив условия декабрьского перемирия, развернули под предлогом необходимости защиты мусульманского населения Восточной Турции крупномасштабное наступление.
10 (23) февраля 1918 года состоялось первое заседание Закавказского сейма.
В течение февраля турецкие войска продвигались вперед заняв к началу марта Трапезунд и Эрзурум. В этих условиях Закавказским сеймом было принято решение о начале мирных переговоров с турками.
Мирные переговоры, проходившие с 1 (14) марта по 1 (14) апреля в Трапезунде, закончились провалом. Согласно ст. IV Брестского мирного договора с Советской Россией и русско-турецкому дополнительному договору, Турции передавались территории Западной Армении, а также области Батума, Карса и Ардагана. Турция потребовала от закавказской делегации признать условия Брестского мира. Сейм прервал переговоры и отозвал делегацию из Трапезунда, официально вступив в войну с Турцией. При этом представители азербайджанской фракции в Сейме открыто заявили, что в создании общего союза закавказских народов против Турции они участвовать не будут, учитывая их «особые религиозные связи с Турцией».
Одновременно с этим в результате мартовских событий в Баку к власти приходят большевики, провозгласившие в городе Бакинскую коммуну.
В апреле османская армия начала наступление и заняла Батуми, но была остановлена у Карса. 22 апреля Турция и Закавказский Сейм договорились о перемирии и возобновлении мирных переговоров. Под давлением со стороны Турции, 22 апреля 1918 года Сейм принял декларацию о независимости и создании Закавказской Демократической Федеративной Республики. 11 мая переговоры возобновились в городе Батуми.
Во время переговоров турецкая сторона потребовала ещё больших уступок от Закавказья. В этой ситуации грузинская сторона начала секретные двухсторонние переговоры с Германии о переходе Грузии в сферу немецких интересов. Германия согласилась на грузинские предложения, поскольку Германия ещё в апреле 1918 года подписала с Турцией секретное соглашение о разделе сфер влияния в Закавказье, согласно которому Грузия и без того находилась в сфере влияния Германии и между сторонами был заключён Потийский договор. 25 мая германские войска высадились в Грузии. 26 мая была провозглашена независимая Грузинская Демократическая Республика. В этих условиях в тот же день Закавказский сейм объявил о самороспуске, а 28 мая о своей независимости объявили Республика Армении и Азербайджанская Демократическая Республика.
В это же время, после переговоров с турецким правительством в занятом турками Батуме, 11 мая члены первого состава Горского правительство объявили о восстановлении Горской республики.

### Беларусь
В марте 1918 года территория Беларуси была оккупирована немецкими войсками. 25 марта 1918 года представители нескольких национальных движений в условиях немецкой оккупации объявили о создании независимой Белорусской Народной Республики. Территория БНР включала Могилёвскую губернию и части Минской, Гродненской (включая Белосток), Виленской, Витебской, Смоленской губерний.

### Бессарабская губерния
В феврале 1918 года румынские войска, захватив территорию Бессарабии попытались форсировать Днестр, но были разбиты советскими войсками на линии Резина—Шолданешты. В начале марта был подписан советско-румынский протокол о ликвидации конфликта.
На заседании 27 марта 1918 года в условиях когда здании парламента Молдавской демократической республики было окружено румынскими войсками с пулемётами, на самом голосовании присутствовали румынские военные власти Сфатул Цэрий проголосовал за объединение с Румынией.
Между тем, лишившись поддержки Российской империи и оставшись один на один с Центральными державами Румыния пошла на подписание 7 мая 1918 года сепаратного мирного Бухарестского мирного договора. Лишившись по договору Добруджи Румыния между тем добилась признания Центральными державами своих прав на Бессарабию.

### Прибалтика

#### Эстония
18 февраля 1918 года немецкие войска начали наступление в Эстонии. 19 февраля 1918 года вышедший из подполья Земский Совет сформировал Комитет спасения Эстонии под председательством Константина Пятса.
24 февраля Исполком Советов Эстляндии и Ревельский Совет рабочих и солдатских депутатов покинули город Ревель, в котором в этот же день Комитет спасения Эстонии опубликовал «Манифест ко всем народам Эстонии», который объявлял Эстонию независимой демократической республикой, нейтральной по отношению к российско-германскому конфликту. В тот же день Константин Пятс был избран главой Временного правительства Эстонии.
25 февраля 1918 года в Ревель вошли германские войска, а к 4 марта все эстонские земли были полностью оккупированы немцами и включены в Область Верховного командования всеми германскими вооружёнными силами на Востоке (Ober Ost). Германские оккупационные власти не признали независимости Эстонии и установили в крае военно-оккупационный режим, при котором на ключевые административные должности назначались офицеры германской армии либо остзейские немцы.
Одновременно с занятием немцами Ревеля была ликвидирована Советская республика матросов и строителей на острове Найссаар — матросы погрузились на суда Балтийского флота и взяли курс на Хельсинки, а оттуда — на Кронштадт.

#### Латвия
В феврале 1918 года немецкие войска заняли всю территорию Латвии и ликвидировали Республику Исколата.
8 марта 1918 года в Митаве Курляндским ландесратом было провозглашено создание независимого Курляндского герцогства. 15 марта Вильгельм II подписал акт о признании Курляндского герцогства самостоятельным государством.
12 апреля в Риге, на объединённом ландесрате Лифляндии, Эстляндии, г. Рига и о. Эзель было объявлено о создании Балтийского герцогства, в состав которого вошло и Курляндское герцогство, и об установлении персональной унии Балтийского герцогства с Пруссией. Предполагалось, что формальным главой герцогства станет Адольф Фридрих Мекленбург-Шверинский, однако подобно другим немецким квазигосударственным образованиям Прибалтика вольётся в состав федеративной Германской империи.

#### Литва
16 февраля 1918 Литовская Тариба приняла «Акт независимости Литвы», который в отличие от «декабрьской декларации» утверждал свободу Литвы от каких-либо союзнических обязательств перед Германией и решение судеб государства представлявший Учредительному сейму. 21 февраля канцлер Германии уведомил Тарибу, что германское государство не может признать независимости Литвы на иных началах, нежели тех, которые зафиксированы в декабрьской декларации. 28 февраля президиум Тарибы заявил, что Тариба согласна на признание независимости в соответствии с принципами декларации 24 декабря 1917 года. 23 марта 1918 года император Вильгельм II признал независимость Литвы.

### Казачьи области и Северный Кавказ
3 марта в Пятигорске на 2-м Съезде народов Терека провозглашена Терская Советская Республика в составе РСФСР. 5 марта большевики изгоняют из Владикавказа Временное Терско-Дагестанское правительство и правительство Горской республики, которые бегут в Тифлис. Правительство терской советской республики переезжает во Владикавказ.
В марте 1918 года Красная армия без боя заняла Екатеринодар, оставленный отрядами Кубанской Областной Рады. Кубанская Рада покинула Екатеринодар и 13 апреля большевиками была провозглашена Кубанская Советская Республика в составе РСФСР.
22 февраля 1918 года под давлением превосходящих сил Красной армии добровольцы выходят в «Ледяной поход» из Ростова-на-Дону на юг. 13 апреля 1918 года во время штурма Екатеринодара погибает генерал Корнилов. Новым командующим становится генерал Деникин, а Добровольческая армия возвращается на Дон.
13 марта в Новороссийске была провозглашена Черноморская Советская Республика в составе РСФСР.
Наступление немецких войск на Украине, занятие ими Ростова и Таганрога приводит к падению Донской Советской Республики (формально существовала до сентября 1918 года) и провозглашению атаманом Красновым независимой марионеточной пронемецкой Донской Казачьей Республики.
Вместе с тем отношения казаков и Добровольческой армии остаются сложными; казаки хотя и были настроены резко антибольшевистски, не проявляли особого желания воевать за пределами своих традиционных земель. Как отмечает Ричард Пайпс, «У генерала Корнилова вошло в привычку собирать казаков в донских станицах, которые он собирался покидать, и пытаться патриотической речью — всегда неуспешно — убедить их последовать за ним. Его выступления неизменно оканчивались словами: „Все вы сволочь“».
30 мая Кубанская Советская Республика и Черноморская Советская Республика объединились в Кубано-Черноморскую Советскую республику в составе РСФСР.

### Средняя Азия (Туркестан)
Власть большевиков и левых эсеров в Ташкенте была установлена после октябрьского восстания 1917 года. В феврале 1918 года большевики ликвидировали Туркестанскую автономию, к концу апреля 1918 года сформирована Туркестанская Автономная Советская Социалистическая Республика. В соответствии со своей классовой идеологией, при установлении советской власти в среднеазиатском регионе, большевики опираются преимущественно на местных заводских рабочих, большинство из которых — русской национальности.
В то же время остаются неурегулированными отношения с Бухарским эмиратом и Хивинским ханством; существовавшие на 1917 год вассальные отношения этих государственных образований с Российской империей были окончательно прекращены на официальном уровне Октябрьской революцией. В марте 1918 года большевики и левые эсеры предпринимают первую неудачную попытку советизации Бухарского эмирата (см. Колесовский поход).

## Май — октябрь 1918. Интервенция войск Антанты. Восстание Чехословацкого корпуса

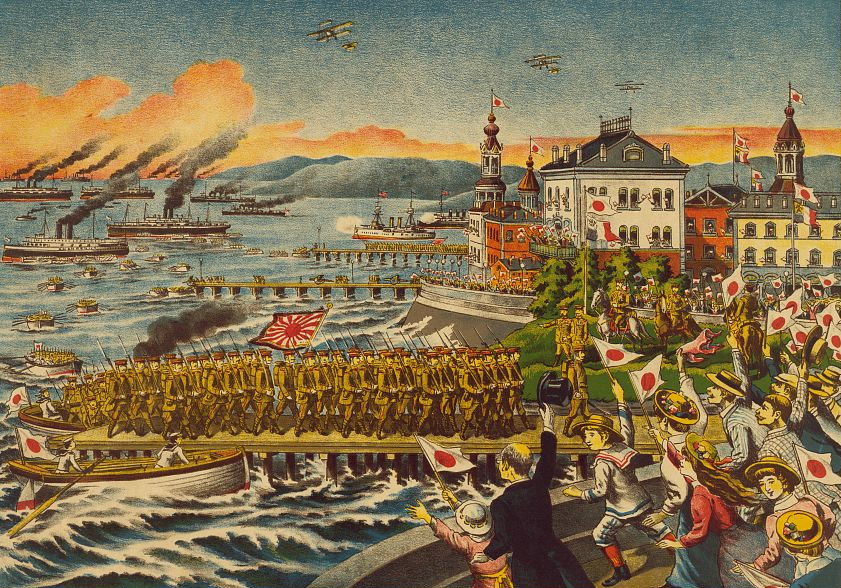
Японский пропагандистский плакат

Заключение Брест-литовского мирного договора обострило отношения России с бывшими союзниками по Антанте, отказавшимся признавать законность этого договора. Вскоре ими принимается курс на захват контроля над всеми стратегическими портами бывшей Российской империи (Мурманск, Архангельск, Владивосток и Одесса). В феврале — марте 1918 года наркоминдел Троцкий Л. Д. получает сообщения о предполагаемом нападении германо-финских сил на Мурманск и стратегическую железную дорогу Мурманск-Петроград, построенную с огромными усилиями годом ранее. Троцкий безуспешно попытался лавировать между предполагаемой германо-финской и также предполагаемой англо-французской интервенцией в Мурманске, что закончилось провалом: к июню Мурманск окончательно вышел из-под контроля Совнаркома. Председатель Мурманского краевого совета Юрьев А. М. отказался выполнять приказы об организации отпора английскому десанту, заявив, что «военная сила неоспоримо на их стороне». 1 июля Совнарком объявил Юрьева «врагом народа». 2 июля 1918 года Троцкий, уже в качестве наркомвоенмора, опубликовал приказ по наркомату, в частности, гласящий: «Какая бы то ни было помощь, прямая или косвенная, чужестранному отряду, вторгшемуся в пределы Советской Республики, будет рассматриваться как государственная измена и караться по законам военного времени» (см. Деятельность Троцкого на посту наркоминдела).
Кроме высадившихся в Мурманске британских войск, 5 апреля во Владивостоке высаживается десант Великобритании и Японии для обеспечения сохранности военных грузов, доставленных союзниками в Россию по военным контрактам ещё для царского и Временного правительств и хранящихся во Владивостоке, и для обеспечения безопасности японских граждан. Однако через две недели войска вернулись на корабли.

### Восстание Чехословацкого корпуса, Комуч, Сибирь

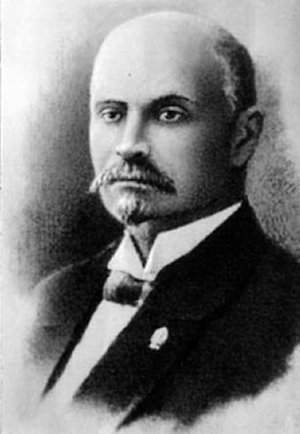
Подписавший декларацию о государственной самостоятельности Сибири председатель Совета министров Временного Сибирского правительства П. В Вологодский

Сформированный ещё в 1916 году из этнических чехов и словаков (как военнопленных Австро-Венгрии, так и подданных Российской империи) Чехословацкий корпус, направляющейся после подписания Брестского мира во Францию через Дальний Восток и растянувшийся от Пензы до Владивостока, в мае 1918 года поднимает восстание и захватывает ряд городов вдоль железной дороги.
В поисках какой-либо политической силы на которую можно было бы опереться, чехословаки обращаются к эсерам. 8 июня в Самаре провозглашается власть Комитета членов Учредительного собрания. Одновременно с этим в Омске к власти приходит более консервативное Временное Сибирское правительство. 4 июля 1918 года Совет министров Сибирского правительства объявляет о государственной самостоятельноси Сибири в условиях гражданской войны, оговаривая в будущем возможность воссоединения Сибирской республики со страной на федеративных началах. 
В июле в центральной России происходит серия мятежей, организованных различными политическими силами. Борис Савинков организовал восстания в Ярославле, Муроме и Рыбинске. 6—7 июля левоэсеровское выступление в Москве едва не привело к падению большевистского правительства. После него 10—11 июля последовал мятеж командующего Восточным фронтом Красной армии левого эсера Муравьёва. Воспользовавшись ситуацией, сформированная Комучем Народная армия к августу берёт под контроль среднее Поволжье и южный Урал. Однако уже в сентябре 1918 года её положение резко осложняется в связи с контрнаступлением большевиков.  
23 сентября 1918 года на Государственном совещании в Уфе в результате компромисса между двумя соперничавшими на востоке России правительствами с целью восстановления единства Российского государства была образована Директория из 5 человек. 9 октября основные её члены во главе с Н. Д. Авксентьевым для формирования совета министров прибыли в Омск.

### Расширение интервенции Антанты
В феврале 1918 года контролировавшийся на тот момент большевиками Мурманск оказался под угрозой германо-финского наступления на стратегическую Мурманскую железную дорогу. Положение Мурманска вызвало сильную обеспокоенность держав Антанты, в конце февраля предложивших председателю Мурманского краевого совета Юрьеву А. М. своё содействие в деле обороны города от войск Центральных держав. Наркоминдел Троцкий Л. Д., лавируя между возможной германо-финской и возможной британо-французской интервенциями в Мурманске, санкционировал принятие военной помощи союзников. Однако в целом эти манёвры провалились, вылившись в широкомасштабную союзную интервенцию сначала в Мурманске, и затем в Архангельске. К июню 1918 года Совнарком потерял контроль над Мурманском, объявив Юрьева А. М. 1 июля врагом народа. 2 июля Троцкий, уже в качестве наркомвоенмора, издал приказ, в частности, гласивший: «Какая бы то ни было помощь, прямая или косвенная, чужестранному отряду, вторгшемуся в пределы Советской Республики, будет рассматриваться как государственная измена и караться по законам военного времени».
6 июля 1918 года Антанта объявила Владивосток «международной зоной», произошла высадка значительных сил японских и американских воинских контингентов. 2 августа британские экспедиционный корпус высадился в Архангельске. Советская власть на севере России рухнула, образованное Верховное управление Северной области приступило к формированию собственной Северной армии.
Таким образом, Антанта получила контроль над всеми стратегическими морскими портами России, не заблокированными Центральными державами — Мурманском, Архангельском и Владивостоком.

### Прогерманские марионеточные режимы
В мае — ноябре 1918 года под контролем Германской империи находились следующие государства:
- — Королевство Польское.
- — в октябре 1918 года провозглашается Королевство Финляндия, однако избранный королём принц гессенский Фридрих Карл в Финляндию так и не прибыл, страной правил от его имени, в качестве Регента, председатель Сената (премьер-министр) Пер Свинхувуд.
- — провозглашенное в апреле 1918 года Балтийское герцогство со столицей в Риге 22 сентября 1918 года было признано германским императором Вильгельмом II независимым государством. Предполагаемый герцог так избран и не был, от его имени герцогством должен был править Регентский совет.
- — 11 июля 1918 года провозглашено Королевство Литва. Предполагаемым литовским королём должен был стать германский принц Вильгельм фон Урах, который в страну так и не прибыл.
- — Украинская держава.
- — Донская Казачья Республика

Кроме того, под контролем союзника Германии, Османской империи фактически находилась:
- — Азербайджанская Демократическая Республика

### Закавказье
С мая по октябрь 1918 года Грузия была оккупирована германскими войсками, а Армения по договору о мире и дружбе находилась фактически под контролем Османской империи.
В Азербайджане в это время действовали две силы — запад страны контролировали силы Азербайджанской Демократической Республики со столицей в Гяндже, а Баку и побережье Каспия контролировали войска Бакинской коммуны, поддержанные отрядом Г.Петрова, присланного из Астрахани. В марте 1918 года войсками Бакинской коммуны и отрядами армянской партии «Дашнакцутюн» была организована резня татарского населения. 4 июня был заключён договор о мире и дружбе между Азербайджанской Демократической Республикой и Турцией, согласно которому Турция обязывалась «оказывать помощь вооружённой силой правительству Азербайджанской Республики, буде таковая потребуется для обеспечения порядка и безопасности в стране». Уже на следующий день турецко-азербайджанская армия начала наступление на Баку. В результате успешных действий турецко-азербайджанских войск 31 июля Бакинская коммуна сложила с себя полномочия и передала власть в восточном Азербайджане Диктатуре Центрокаспия, которая немедленно запросила помощи в обороне города у англичан. 17 августа английские войска под командованием ген. Денстервилля высадились в Баку. Несмотря на помощь Антанты, Диктатуре Центрокаспия не удалось организовать оборону городу и 15 сентября турецко-азербайджанские войска вошли в Баку, где устроили резню армянского населения. Диктатура Центрокаспия была ликвидирована. Группа руководителей Бакинской коммуны (т. н. 26 Бакинских комиссаров в последний момент бежали из Баку в Красноводск, где были арестованы «Диктатурой Закаспия» и расстреляны.
Однако, турецкие войска не остановились на достигнутом, и в начале октября 1918 года вторглись уже в Дагестан.

### Казачьи области и Северный Кавказ
В июне 1918 года, поддерживаемая Центральными державами, армия Донской республики начала наступление на контролируемые большевиками территории. Одновременно и при её поддержке начался второй кубанский поход Добровольческой армии. В этих условиях большевики 6 июля объединяют три советских республики на Северном Кавказе (Кубано-Черноморская Советская Республика, Ставропольская советская республика, Терская Советская Республика) в одну Северо-Кавказскую советскую Республику со столицей в Екатеринодаре.
Несмотря на усилия большевиков к осени 1918 года Добровольческая армия заняла большинство казачьих областей на Северном Кавказе, под контролем 11-й армии РККА и Северо-Кавказской советской Республики остались лишь Ставрополь и Армавир.
В октябре 1918 года турецкие войска заняли Дербент и Темир-Хан-Шуру, власть в которых была передана правительству про-турецкой Горской республики, повторно сформированному в мае 1918 года в Батуми.

### Средняя Азия (Туркестан)
При поддержке британских интервентов (см. Английская интервенция в Средней Азии) в июле-августе 1918 года в Ашхабаде сформировано эсеро-белогвардейское Закаспийское временное правительство. В связи с этим резко осложнилось положение Туркестанской Автономной Советской Социалистической Республики (Туркреспублики), отрезанной от основной территории РСФСР.

## Ситуация к ноябрю 1918 года

Территория, находившаяся де-факто под контролем Совнаркома

Положение, в котором оказалось центральное большевистское правительство в Москве (Совнарком) в середине 1918 года, характеризуется советской историографией, как «Советская республика в кольце фронтов» («Советская республика в огненном кольце фронтов»). Фактически под контролем Москвы остаются только центральные губернии Европейской части России.

## Ноябрьская революция в Германии, и её последствия
9-11 ноября 1918 года в Германии происходит Ноябрьская революция, вызванная дошедшим до предела напряжением сил Германии в войне. Германская империя подписывает Компьенское перемирие, означавшее фактическую капитуляцию Германии. По условиям перемирия Германия должна была также денонсировать Брест-Литовский договор с российским правительством большевиков и Бухарестский договор (1918) с Румынией. Германские войска должны были оставаться на территории России до прибытия войск Антанты, однако, по договорённости с германским командованием, территории, с которых выводились германские войска, начала занимать Красная Армия и только в некоторых пунктах (Севастополь, Одесса) германские войска были заменены войсками Антанты.

### Крах прогерманских марионеточных режимов
Поражение Германии в Первой мировой войне привело к немедленному краху ряда марионеточных режимов, созданных германо-австрийскими оккупантами в бывших западных национальных окраинах Российской империи. Большинство этих режимов носили околомонархический характер, как правило, в форме регентства.

#### Польша, Украина и Белоруссия
- Королевство Польское. Ещё 7 ноября 1918 года в Люблине было создано Временное народное правительство во главе с И.Дашиньским. В манифесте К польскому народу оно провозгласило создание Польской республики. 11 ноября 1918 года, в день капитуляции Германии, польские отряды разоружили немецкий гарнизон в Варшаве, и вернувшийся из немецкого плена Юзеф Пилсудский принял власть из рук Регентского совета Королевства Польского.

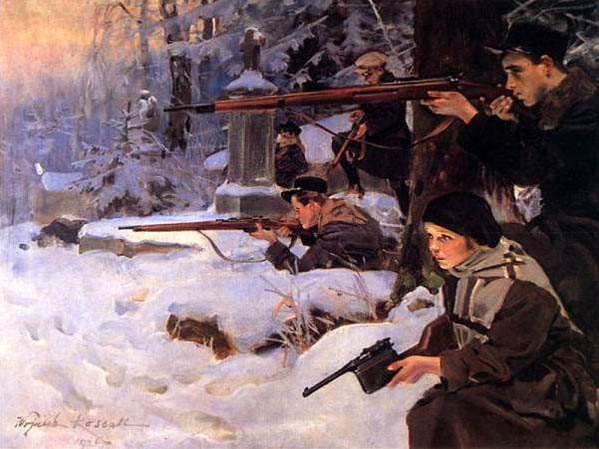
Молодые польские ополченцы (см. Львовские орлята) во Львове, ноябрь-декабрь 1918

- Практически одновременно, 13 ноября 1918 года во Львове была провозглашена Западно-Украинская народная республика и создано её правительство — Государственный Секретариат во главе с Константином Левицким. Польское правительство не признало нового государства, что привело к вооружённому конфликту между Польшей и Западной Украиной. 21 ноября 1918 польские войска взяли Львов и руководство ЗУНР было вынуждено бежать в Тернополь. 11 ноября Румыния заняла Буковину.

- Украинская держава. Уже 13 ноября 1918 года была создана Директория Украинской народной республики, а 14 декабря 1918 года в Киев входят войска Директории во главе с Петлюрой и Винниченко, которые восстанавливают Украинскую народную республику

- Белорусская Народная Республика. В декабре 1918 года начат вывод германских войск, руководство БНР бежит из Минска в Гродно в связи с советским наступлением.

#### Финляндия
- Королевство Финляндия. 12 декабря 1918 года[41] принц гессенский Фридрих Карл отрёкся от престола, а 16 декабря германские войска покинули страну. 17 июля 1919 года была провозглашена Финляндская Республика.

#### Прибалтика
- Балтийское герцогство. После Ноябрьской революции 1918 года начинается вывод германских войск из Прибалтики. Уже 18 ноября 1918 года Народный совет во главе с Карлисом Ульманисом провозгласил независимость Латвийской Республики.[42] 19 ноября германское командование в Эстонии передаёт всю власть Временному совету Эстонской республики.
- Королевство Литва. 2 ноября приглашение занять литовский престол принцу фон Ураху было отозвано, а власти Литвы решают учредить республиканское правление. Провозглашена Литовская Республика.

#### Закавказье
30 октября представителями Антанты и Турции было подписано так называемое Мудросское перемирие, которое, в частности, предусматривало эвакуацию турецких войск из Закавказья и предоставление державам Антанты права оккупировать Баку и Батум.
- Азербайджанская Демократическая Республика. 17 ноября 1918 года в Баку из Ирана прибыли английские войска под командованием генерала Томсона. Англичане потребовали вывода войск АДР из столицы. С этого времени по апрель 1919 года военное министерство АДР, созданное 7 ноября, располагалось в Елизаветполе (Гянджа)[43].

- Грузинская Демократическая Республика. В течение ноября-декабря английскими войсками были заняты стратегические пункты Закавказья — Баку, Тифлис, Батум, что позволило контролировать Закавказскую железную дорогу и поставки нефти и керосина из Баку. К концу декабря численность английских войск в Грузии достигла примерно 25 тыс.

- Первая Республика Армения. Провозглашена 28 мая 1918 года. В ноябре армянские войска вступили в Караклис, в начале декабря — в Александрополь.

Выводя войска, турки предложили занять освобождаемый ими Ахалкалакский и Борчалинский уезды бывшей Тифлисской губернии со смешанным армяно-грузинским населением правительству Армении, а немцы — правительству Грузии. Это привело к армяно-грузинской войне в декабре 1918 года, закончившийся подписанием 31 декабря в Садахло при посредничестве Великобритании мирного соглашения. Согласно мирному договору северная часть Борчалинского уезда передавалась Грузии, южная Армении, а средняя (в ней находились Алавердские медные рудники) объявлялась «нейтральной зоной» и административно подчинялась английскому генерал-губернатору (впоследствии также отошла к Армении).
Одновременно с этим разгорался и армяно-азербайджанский конфликт. В ноябре 1918 года на территорию Нагорного Карабаха, находившуюся под контролем проармянского Народного правительства Карабаха вторглись вооруженные силы Республики Армении под командованием генерала Андраника Озаняна. Однако, под давлением английского правительства, Андраник был вынужден остановить наступление и вернуться в Армению.
После ухода турецких войск на 3 ноября 1918 года территории Сурмалинского уезда Эриванской губернии в городе Игдыре была провозглашена про-азербайджанская Аракская Республика во главе с Джафаркули Нахичеванским. Территория молодой республики по мнению её правительства должна была охватывать Эриванский, Эчмиадзинский, Шаруро-Даралагезский, Сурмалинский и Нахичеванский уезды Эриванской губернии. Впоследствии ликвидирована и возвращена в состав Первой Республики Армении.
Кроме того, в оставленном турецкими войсками Карсе 5 ноября 1918 года был образован протурецкий «Карсский мусульманский совет», который 1 декабря 1918 года на подконтрольных ему территориях провозгласил создание Юго-Западной Кавказской демократической республики.

### Советское наступление. Ноябрь 1918 — февраль 1919

Продвижение советских войск в 1918 году

Уже 13 ноября большевистское правительство денонсировало Брест-литовский мирный договор, начинается ввод частей Красной армии в бывшую германскую зону оккупации. К февралю 1919 года большевики занимают часть Украины, Прибалтики и Белоруссии. Их продвижение, начиная с декабря 1918, сталкивается с новой силой — Польшей, выдвинувшей проект восстановления польской великодержавности «от моря до моря».
- Эстония. 22 ноября Красная армия заняла Нарву, большевики провозглашают Эстляндскую трудовую коммуну, которая, однако, контролировала не всю территорию Эстонии. Так, большевики не смогли получить контроль над Таллином (Ревель). В январе 1919 года началось совместное наступление эстонцев и белогвардейского Северного корпуса полковника Дзерожинского, в феврале 1919 года большевики выбиты из Эстонии. О самороспуске Эстляндской трудовой коммуны объявлено только 5 июня 1919 года.
- Латвия. В декабре 1918 года начинается советское наступление в Латвии, 13 января 1919 года провозглашена Латвийская Социалистическая Советская Республика, которая, однако, контролировала не всю территорию Латвии. Силы латышских националистов группировались в Лиепайе (Либава). 22 мая 1919 года силы «белых» латышей и немецких добровольцев выбили большевиков из Риги. Окончательно ЛССР ликвидирована только в январе 1920 года после потери городов Даугавпилс и Резекне.
- Литва. В декабре 1918 года Красная Армия начала входить в части Литвы, оставляемые Германией. 16 декабря 1918 провозглашена Литовская советская республика. 5 января 1919 года занят Вильно. Взять Каунас (Ковно) Красной Армии не удалось.
- Украина. В декабре 1918 — январе 1919 большевики занимают Харьков, Полтаву и Екатеринослав, 5 февраля 1919 года занимают Киев, выбив из него правительство УНР.
- Беларусь. В декабре 1918 года в связи с выводом германских войск начинается советское наступление. 1 января 1919 года провозглашена Советская Социалистическая Республика Белоруссия, в январе Красная армия занимает Минск, в феврале практически всю белорусскую территорию, кроме отошедшего к Польше Гродно.
- Литва,  Беларусь. После формирования советских республик в Литве и Белоруссии в феврале-начале марта 1919 года происходит их объединение в Литовско-Белорусскую Советскую Социалистическую Республику (Литбел). Формирование новой республики проходит в условиях активного наступления польских войск. В декабре 1918 — январе 1919 идут бои идут бои за Вильно. В феврале 1919 года формируется советско-польский фронт. К августу режим Литбела окончательно ликвидирован поляками после взятия ими Минска. Стороны заключают перемирие.

### Союзная интервенция в Новороссии и Закавказье, ноябрь 1918 — апрель 1919

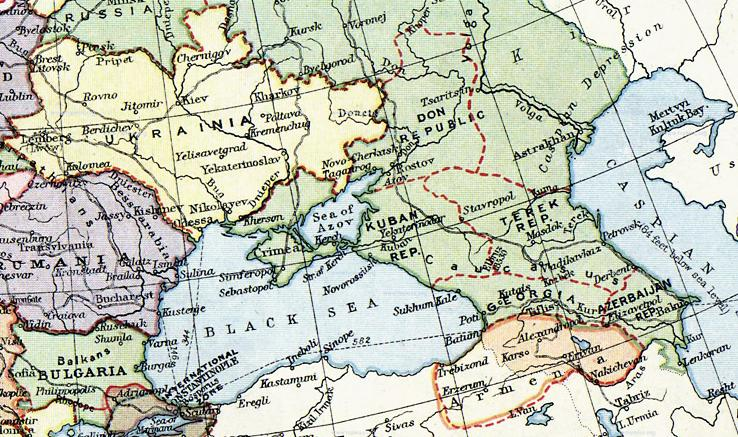
Государственные образования на юге бывшей Российской империи, 1919 год

В канун окончания Первой мировой войны Антанта приняла решение «расширить Румынский фронт на восток» и занять часть стратегически важных регионов в бывшей австро-германской зоне оккупации на Юге России. Французские войска высадили десанты в Одессе и в Крыму в ноябре 1918 г., британцы высадились в Закавказье.
- Франция. В ноябре 1918 г. в Одессе высадился франко-греческий контингент, усиленный незначительными румынскими, сербскими и польскими частями. В январе 1919 года французы начали осуществление планов по расширению зоны интервенции, заняв 31 января 1919 г. Херсон, 3 февраля Николаев. Но уже в марте 1919 года политика Франции кардинально изменилась: войска интервентов оставили Херсон и Николаев под нажимом частей атамана Григорьева, перешедшего в тот момент на сторону большевистского правительства. В апреле 1919 года была проведена эвакуация Одессы. Начались мятежи на французских кораблях, находящихся в Крыму. Тогда же произошёл окончательный вывод французских войск с Юга России.
- Великобритания. В ноябре — декабре 1918 года британские войска заняли Батум и Баку.

### Реакция чехословацкого легиона
Окончание Первой мировой войны и провозглашение независимой Чехословакии 28 октября 1918 года привело к тому, что Чехословацкий легион в ноябре-декабре 1918 года окончательно потерял всякий интерес к событиям в России. В ноябре-декабре ставка Колчака отвела чехословаков с фронта и использовала их впредь только для охраны железных дорог.
В 1919 году чехословаки фактически придерживались нейтралитета, отказываясь активно действовать на стороне белых, и продолжали требовать своей эвакуации из России. В июне 1919 года среди чехословаков даже происходит мятеж, вызванный затягиванием эвакуации. Несмотря на это эвакуация из Владивостока начинается только в декабре 1919 года, и растягивается до 2 сентября 1920.

## Сибирь, ноябрь 1918 — октябрь 1919
3 ноября в Омске Директорией было сформировано Временное Всероссийское правительство, в котором А. В. Колчак получает пост военного министра. А уже 18 ноября 1918 года в результате  переворота консервативно настроенные офицеры приводят его власти. Став верховным правителем России, Колчак убирает из правительства всех эсеров и устанавливает военную диктатуру. Однако признание остальных антибольшевистских сил в стране адмирал получил далеко не сразу. 30 апреля 1919 года его признало правительство Северной области, а Деникин и действующий на Северо-западе генерал Юденич (см. Северо-Западное правительство) только летом 1919 года.
В марте 1919 года войска адмирала Колчака начали решительное наступление, окончательно захлебнувшееся в августе 1919 года. Серьёзным ударом для белых стала потеря в июле 1919 года Урала с его заводами (см. Екатеринбургская операция). Положение правительства Колчака усугублялось широко развернувшимся в его тылах партизанским движением, состоявшего из ушедших в подполье коммунистов и недовольных мобилизациями крестьян. 
Осенью 1919 года отодвинувшийся в Западную Сибирь фронт рухнул. В ноябре 1919 года после потери Омска правительство переведено в Иркутск, а в январе 1920 года верховный правитель передал власть на востоке России атаману забайкальских казаков Семёнову.

## Наступление Деникина, лето 1919 года
3 июля 1919 года генерал Деникин издал «Московскую директиву», провозглашавшую широкое наступление белых на Юге России включая Украину. В ходе наступления большевики были выбиты из Харькова, Киева, Воронежа и Орла.
Летом 1919 года дошла до своего максимального расширения территория, контролировавшаяся «белыми» правительствами: правительство адмирала Колчака в Омске контролировало Сибирь и Урал, генерал Деникин развивал наступление на Москву, заняв 30 августа Киев, генерал Юденич наступал на Петроград (см. также Северо-Западное правительство).
Тяжелое положение большевистского правительства усугублялось также проходившем в 1919 году польским наступлением в Литве, Белоруссии и Западной Украине; 19 апреля поляки заняли Вильно, 17 июля ликвидировали Западноукраинскую народную республику, 9 августа заняли Минск.

## Украина. 1919 год
Крайней пестротой отличалась картина гражданской войны на Украине. По подсчётам историка Полетики Н. П., за три года гражданской войны власть в Киеве успела поменяться 12 раз.

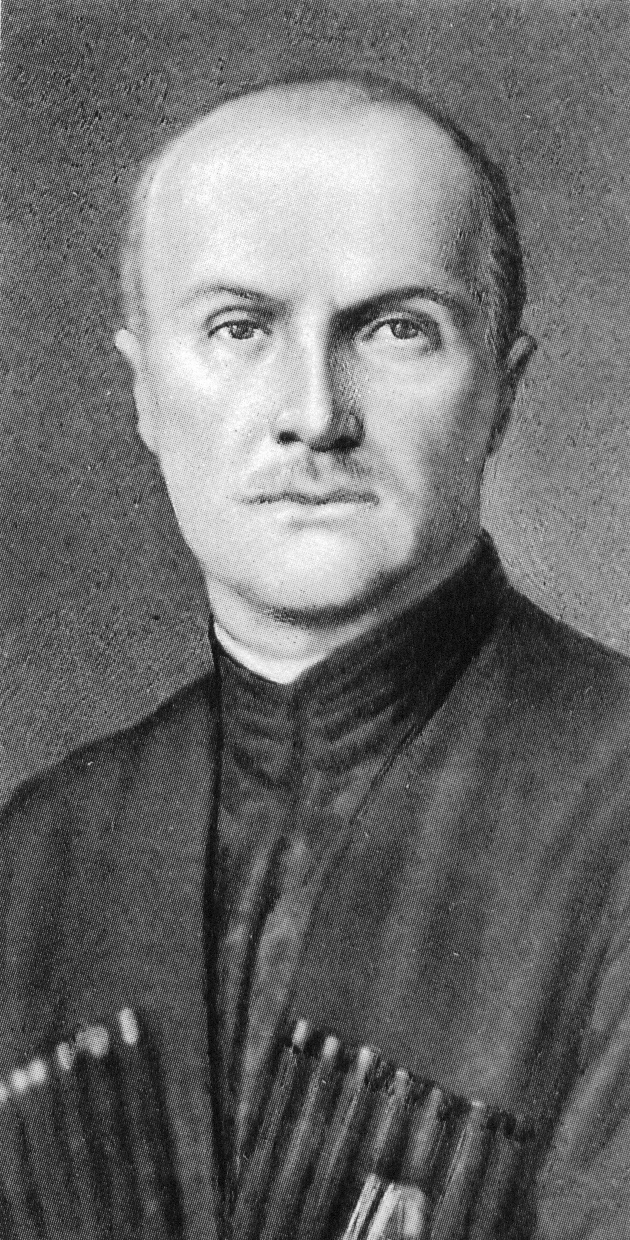
Гетман Скоропадский П. П.

- Режим Украинской народной республики (правительство Центральной рады) — с ноября 1917 года;
- Большевистские войска под командованием левого эсера Муравьёва М. А. (переведённое из Харькова правительство Народного секретариата) — с 26 января (8 февраля) 1918 года; правительство Центральной Рады бежало в Брест;
- Восстановление режима УНР германскими войсками с 1 марта 1918 года в соответствии с Брестским договором между УНР и Центральными державами;
- Разгон Центральной рады немецкими оккупантами в апреле 1918 года, установление марионеточного режима Украинской державы гетмана Скоропадского;
- Правительство Директории УНР (Петлюра) — с 14 декабря 1918 года;
- Большевики с 5 февраля 1919 года, правительство УНР эвакуировалось в Каменец-Подольский;
- Армия УНР вступила в Киев, выбив из него большевиков, 29 августа 1919 года, однако уже на следующий день, не успев провести парад победы, сама была вытеснена из города белогвардейцами;
- Деникинцы с 30 августа 1919 года;
- Большевики с 16 декабря 1919 года;
- Поляки с 6 мая 1920 года;
- Советские войска с 12 июня 1920 года;

Исследователь Савченко В. А. в своей работе «Двенадцать войн за Украину» насчитал целую серию вооружённых конфликтов, проходивших в этой стране во время Гражданской войны:
- Столкновения большевиков с УНР в декабре 1917 — феврале 1918 годов;
- Боевые действия советских войск против Румынии, частично проходившие на украинской территории в январе — марте 1918 года;
- Война германо-австрийских оккупантов и УНР против большевиков в феврале — апреле 1918 года;
- Повстанческое движение против гетманата Скоропадского и германо-австрийских оккупантов в мае — декабре 1918 года;
- Восстания Директории УНР (Петлюра — Винниченко) также против гетмана и германо-австрийцев в ноябре — декабре 1918 года;
- Столкновения повстанцев (действовавший на тот момент на стороне УНР атаман Григорьев, и союзные РККА махновцы) с франко-греко-британскими и германскими интервентами и белогвардейцами (генералы Гришин-Алмазов А. Н., Санников А., Тимановский Н. С.) в феврале-апреле 1919 года;
- Вторая война большевиков с УНР (декабрь 1918 — октябрь 1919);
- Вооружённый конфликт белогвардейцев (ВСЮР) и белоказаков с Красной армией и махновцами;
- Война Польши с ЗУНР и УНР;
- Война белогвардейцев с УНР;
- Война врангелевцев с Красной армией и махновцами в марте — ноябре 1920 года;
- Война Польши и УНР с Красной армией в марте — ноябре 1920 года;
- Антибольшевистское повстанчество, главным образом петлюровское и махновское;

### Январь-февраль. Советское наступление
На начало 1919 года денонсация Брестского мира сделала возможным широкое советское наступление, закончившиеся взятием Киева 5 февраля 1919 года.

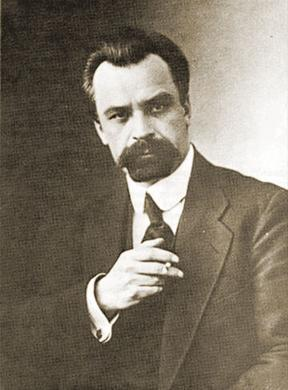
Писатель Винниченко В. К., вплоть до февраля 1919 года — влиятельный деятель УНР

Однако большевикам так и не удалось добиться полного контроля над Украиной. Остатки войск УНР группировались в районе Каменец-Подольска, в Одессе с декабря 1918 года появились сменившие германо-австрийские оккупационные войска французские интервенты, в Западной Украине продолжался вооружённый конфликт между правительством ЗУНР и Польшей.
22 января 1919 года ЗУНР и УНР объединились в единое государство.
С января 1919 года франко-греческие интервенты расширили зону оккупации, заняв 31 января Херсон, а 3 февраля Николаев, однако вскоре началось разложение французского контингента. Уже в марте 1919 года под давлением наступающих частей РККА интервенты оставили Херсон и Николаев, после начала бунтов на французских кораблях в апреле оставлены Одесса и Севастополь.

### Март-май. Григорьевцы и махновцы
Сложная картина целого ряда сменявших друг друга правительств дополнялась также деятельностью целого ряда «зелёных» повстанцев, воевавших как против интервентов (сначала германо-австрийских, а затем сменивших их французских), также и против РККА, армии Деникина, и, в некоторых случаях, также воевавших и друг с другом. В мае 1919 года проходит восстание атамана Григорьева, последовательно выступавшего против режимов Центральной Рады, гетмана Скоропадского, германских оккупантов, петлюровского режима УНР, и, наконец, большевиков.
Григорьевцы угрожали Киеву, Полтаве и Одессе, однако в целом были разгромлены уже к 31 мая. В течение трёх недель атаманы Григорьев и Махно действовали совместно, однако затем их отношения портятся; по одной из версий, Григорьев был застрелен лично Махно.
Однако положение большевиков в этот период значительно осложнилось также Вёшенским восстанием в казачьих областях, деятельностью атаманов Зелёного (режим так называемой «Приднепровской республики»), Ильи Струка, Евгения Ангела, Соколовского, Пасько, Орловского и др. В районе Холодного Яра в марте 1919 года появилась так называемая «Холодноярская республика» атамана Василия Чучупаки.
Кроме того, в районе Каменец-Подольска продолжал действовать представлявший режим директории УНР атаман Тютюнник, в августе 1919 года выбивший большевиков из Винницы и Жмеринки.
Серия антибольшевистских восстаний, поднятых весной 1919 года украинскими повстанческими атаманами, какое-то время действовавшими в составе Красной армии, вызвала сильную настороженность у высшего командования РККА. В глазах Предреввоенсовета Троцкого Л. Д. наиболее вероятным и наиболее опасным кандидатом на роль «второго Григорьева» являлся в первую очередь атаман Махно, на тот момент — комбриг Красной Армии и кавалер ордена Красного Знамени. По оценке исследователя Савченко В. А., в июне 1919 года Троцкий решил «нанести превентивный удар», не дожидаясь антибольшевистского восстания махновцев. Особое недовольство Троцкого вызывал явно принятый Махно курс на строительство в Гуляй-Поле своего собственного государственного образования.
Однако итоги «первой войны» большевиков против махновцев летом 1919 года оказались в целом провальными; анархистское движение атамана Махно, ранее воевавшего против петлюровцев и германо-австрийских оккупантов, только усилилось. С началом широкого наступления Деникина летом 1919 года Махно начал боевые действия против белогвардейцев, в октябре 1919 года Махно провозгласил идею анархистской крестьянской республики с центром в Екатеринославе. Также в октябре 1919 года на сторону махновцев перешёл ряд локальных атаманов, ранее воевавших с деникинцами: Кацюра, Мелашко, Дяковский, Котик и др. Провозглашено первое в мире анархистское государство — так называемая «Южноукраинская трудовая федерация» (Вольная территория) с центром в Гуляй-Поле. Это государственное образование просуществовало около трёх месяцев, и было ликвидировано 16 января 1920 года войсками 9-й Эстонской советской армии.
К лету на Украине появилось до нескольких сотен локальных зелёных атаманов (Несмеянов, Ангел, Мелашко, Гладченко, Орлик, Уваров, Коцур и др.) Отношения ряда этих атаманов с большевиками были весьма сложными. На стороне РККА какое-то время выступал атаман Григорьев, затем поднявший восстание, сорвавшее планы военного похода на помощь Венгерской советской республике. В феврале-марте 1919 года в составе РККА также действовал атаман Зелёный, затем поднявший восстание, и первым во время Гражданской войны выдвинувший лозунг «За Советы без коммунистов». В мае 1919 года «ревком» атамана Зелёного начал именовать себя «Совнаркомом», претендуя на всеукраинскую власть.
Также в феврале-марте 1919 года в течение двух недель на стороне РККА действовал атаман Струк, а в апреле против большевиков взбунтовался бывший красный командир, атаман Спиридон Коцур.

### Июль-декабрь. Петлюровцы, махновцы и деникинцы
С июля-сентября 1919 года развернулось широкое повстанческое движение, действовавшее под эгидой УНР, и отстаивавшее идею создания независимого украинского государства: атаманы Волох Н., Гулый-Гуленко А., Мелашко, атаман Сатана (Малолитка И.) 30 августа войска УНР выбили красноармейцев из Киева, и вошли в город, однако уже на следующий день сами были выбиты из него белогвардейцами.
В августе 1919 года войска Деникина заняли Одессу и Киев, однако им пришлось вести борьбу как с Красной армией, так и с войсками атамана Махно, армией УНР, рядом «зелёных» атаманов. В бою с деникинцами уничтожен атаман Зелёный. Одним из немногих атаманов, перешедших на сторону Деникина, стал Илько (Илья) Струк.
Также натянутыми были и отношения деникинцев с петлюровцами, отстаивавшими идею независимого украинского государства. 25 августа в «Воззвании к населению Малороссии» генерал Деникин заявил о государственном единстве Украины и России, признании русского языка государственным, охарактеризовав при этом Киев, как «матерь городов русских», а Петлюру — как «ставленника немцев», «положившего начало расчленению России». Резкое несовпадение целей деникинцев и петлюровцев стало очевидным. После ряда мелких боевых столкновений 23 сентября руководство УНР и ЗУНР окончательно приняло решение о начале войны против деникинцев «единым национально-демократическим фронтов» с призывом к украинскому народу «восстать против белогвардейцев». 10 октября Петлюра начал попытку широкого наступления против деникинцев, однако, уже в начале в ноябре она полностью провалилась.
Вместе с тем возникли противоречия между остатками армий УНР («петлюровцы») и ЗУНР («галичане»); западноукраинская армия начала всё сильнее настаивать на союзе с Деникиным. Сам режим ЗУНР фактически прекратил существование под ударами поляков в июле 1919 года. Остатки УГА последовательно действовали совместно с войками УНР против большевиков и деникинцев, с ноября 1919 совместно с деникинцами против большевиков, в 1920 году перешли на сторону РККА, и затем на сторону поляков.
15 ноября правительство УНР по соглашению с поляками было эвакуировано из Каменец-Подольска в Проскуров, однако в результате ударов деникинцев и восстания крестьян «Республики Пашковская волость» вынуждено было отступить к польскому фронту. 4 декабря руководство УНР констатировало окончательный развал регулярной армии и санкционировало переход к широким партизанским действиям по образцу Махно. 5 декабря 1919 года Петлюра отбыл в Польшу, продолжив руководство действовавшим под его эгидой атаманами уже из Варшавы.
На сторону Махно в конце августа 1919 г. в результате успешного анархистского переворота перешли остатки Красной Армии на юге Украины. 30 августа на армейском съезде было провозглашено создание Революционной Повстанческой армии Украины (махновцев). 16 сентября 1919 г. в Жмеринке махновцы заключили соглашение с правительством Петлюры и признали себя частью независимой УНР на правах широкой автономии. Они получили от петлюровцев значительное число вооружения и военного снаряжения. Это привело к катастрофическому поражению деникинских войск от армии Махно под Уманью 26 сентября 1919 г. и к последующему прорыву махновцев к Катеринославу, Бердянску, Юзовке и Мариуполю. Весь тыл деникинской армии был разгромлен, махновцы захватили огромные запасы военного снаряжения и вооружения, в частности, в Мариупольском порту. В результате мобилизации в коренных махновских районах численность махновской армии возросла до 100 тыс. чел. Она начала наступление на Таганрог, где находилась ставка самого Деникина.
Деникину пришлось в октябре 1919 г. снять с большевистского фронта наиболее боеспособные части (в частности, казачью кавалерию Шкуро) и бросить их против махновцев. Тяжелые бои с переменным успехом в районе Александровска и Катеринослава продолжались до конца декабря. В то же время большевики подтянули на декинский фронт свои инородческие карательные части, прежде всего латышских стрелков. Это создало превосходство РККА в силах (на центральном участке Южного фронта — до двух раз). В ноябре 1919 года наступление Деникина было остановлено в районе Орла (см. Орловско-Кромская операция). 12 декабря Красная армия вошла в Харьков, 16 декабря в Киев. Одновременно против деникинцев действовали петлюровские атаманы Волох, Волынец, Гулый-Гуленко («Первый зимний поход армии УНР», проходивший также и по тылам Красной армии).
Огромную роль сыграла также губительная эпидемия брюшного тифа. Она охватила сначала галичан (в октябре 1919 г.), в ноябре перекинулась на петлюровцев, в декабре на махновцев (к январю 1920 г. заболели 90 % махновской армии, в том числе весь штаб, а сам Махно был три недели без сознания), а в январе охватила и армию Деникина.
В феврале-марте 1920 года деникинский фронт окончательно развалился. 6 февраля 1920 года оставлена Одесса, к концу марта белогвардейцы завершили эвакуацию из Новороссийска в Крым, на тот момент входивший в состав России.

## Закавказье. 1919 год
В марте 1918 года в Баку произошёл сначала погром армянами азербайджанцев (Мартовские события в Баку), а в сентябре, при поддержке турецких войск, резня азербайджанцами армян (Резня армян в Баку).
Резкие противоречия между Грузией, Арменией и Азербайджаном привели к распаду образованного в 1917 году «Закавказского комиссариата» («Закавказский сейм», «Закавказская федерация»). Грузия провозгласила свою независимость от Закавказской федерации 26 мая 1918 года, 28 мая то же самое делают Армения и Азербайджан.
Между сторонами возник ряд конфликтов из-за территорий со смешанным населением: Азербайджан претендовал на населённые армянами Карабах и Зангезур, Грузия — на территорию отошедшего к Армении Борчалинского уезда. В декабре 1918 года произошёл вооружённый приграничный конфликт между Грузией и Арменией (см. Армяно-грузинская война). В 1918-1920 годах шла армяно-азербайджанская война из-за спорных территорий Карабах, Зангезур, Гянджинский и Газахский уезды.
Противоречия трёх государств усугублялись также германо-турецкой оккупацией, и затем сменившей её британской оккупацией. Турция имела свои традиционные интересы в Закавказье, в первую очередь в этнически близком ей Азербайджане, однако возможное усиление Турции в регионе входило в противоречие с интересами Германии.
В ходе Первой мировой войны правительством Османской империи был осуществлён геноцид армян, и с получением независимости армянская республика оказалась запружена беженцами, спасавшимися от турецких и азербайджанских погромов. С появлением в Закавказье турецких интервентов республика оказалась в крайне сложном положении; армяне начали всерьёз опасаться полного физического уничтожения армянского народа. В мае 1919 года армянская армия заняла часть территорий восточной Анатолии с армянским населением (в частности, Карс), что вызвало враждебное отношение к ней нового кемалистского правительства.
Меньшевистское правительство Грузии столкнулось с проблемой национальных меньшинств, в первую очередь осетин и абхазов, безуспешно требовавших от Тифлиса предоставления им автономии (см. также Сочинский конфликт)

## Создание и ликвидация Северо-Западной области. Август — декабрь 1919 года

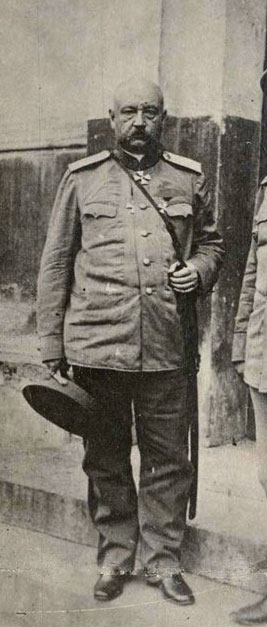
Военный министр Северо-Западного правительства генерал Юденич Н. Н.

С октября 1918 года при содействии Германии началась организация во Пскове Северного корпуса. После Ноябрьской революции в Германии корпус оказался с декабря 1918 года в эстонском подчинении. Весной-летом 1919 года при поддержке союзных держав корпус реорганизован в Северо-Западную армию.
С весны 1919 года обострились противоречия между белогвардейцами Северо-Западной армии, и эстонским правительством, настаивавшем на своей независимости от России. В августе 1919 года под давлением Великобритании образовано Северо-Западное правительство, претендовавшее на контроль над бывшими Псковской, Новгородской и Петроградской губерниями, и признавшее вместе с тем независимость Эстонии. Однако отношения правительства с также требовавшей независимости Финляндией так и не были урегулированы.
После провала наступления на Петроград осенью 1919 года армия 2 ноября отступила на эстонскую территорию, а правительство 5 декабря самораспустилось. Остатки армии генерала Юденича в ноябре 1919 были интернированы эстонскими властями. Окончательно армия была ликвидирована приказом генерала Юденича от 22 января 1920 года.

## Ликвидация Северной области. Февраль 1920 года
После Ноябрьской революции 1918 года и выхода Германии из войны союзные державы начали постепенно терять интерес к продолжению интервенции на севере России. Силы интервентов, действовавшие в районе Архангельска и Мурманска, были относительно невелики, местное население не проявляло никакого желания служить в частях Северной армии.
Предпринятое интервентами весной 1919 года очередное наступление провалилось, и к сентябрю 1919 года назрел острый кризис. Революционное брожение начало перекидываться на части Северной армии, угрожая захватить также и части британских интервентов. В сентябре 1919 года союзники вынуждены немедленно оставить Архангельск, однако с началом зимы наступление Красной армии захлебнулось.
В феврале 1920 года наступление советских войск было возобновлено. Одновременно вспыхивают пробольшевистские восстания в Мурманске и Архангельске. 20 февраля Красная армия заняла Архангельск, 14 марта Мурманск. Правительство Северной области прекращает своё существование, генерал Миллер Е. К. 19 февраля эмигрировал из Архангельска во Францию.

## Советизация Средней Азии (Туркестана). 1920

### Ликвидация Алаш-Орды (Казахстан). Март 1920
Национальное казахское (по классификации современников — «киргизское» или «казак-киргизское») правительство Алаш-Орды было образовано в декабре 1917 года в Оренбурге. Алаш-Орда отказалась признавать Советскую власть, однако уже в середине 1918 года она оказалась «меж двух огней»: большевиков с одной стороны, и правительств адмирала Колчака и также атаманами оренбургских казаков Дутова А. И. и семиреченских Анненковым Б. В. с другой.
В 1918 года Алаш-Орда заключала военный союз с режимом Комуча, затем казахские отряды действовали совместно с войсками атаманов Дутова и Анненкова. В целом движение тяготело к белогвардейской ориентации.
Движение Алаш-Орды было организовано в основном интеллигенцией казахской национальности, по своим взглядам близким к кадетам. Новое правительство не смогло организовать эффективных вооружённых сил, и с нарастанием противоречий с правительством адмирала Колчака, настаивавшего на идее «единой и неделимой России» было вынуждено начать с марта 1919 года переговоры с большевиками. К ноябрю 1919 года объявлена полная амнистия алашординцам.
В марте 1920 Алаш-Орда была окончательно ликвидирована казахским («киргизским») военно-революционным комитетом («Кирревком»).

### Советизация Хорезма (февраль) и Бухары (август-сентябрь)
В феврале 1920 года Красная армия окончательно советизировала Закаспийскую область (см. Закаспийское временное правительство), контроль над которой после эвакуации британских интервентов в 1919 году перешёл к деникинцам. Опираясь на марионеточную Туркреспублику, большевики смогли приступить к широкой советизации региона. В феврале 1920 года РККА ликвидировала Хивинское ханство, образована Хорезмская Народная Советская Республика.
Советский Ташкент и Бухарский эмират начали готовиться к решительному сражению. Большевики привлекли на свою сторону движение младобухарцев, сторонники эмира опираются также на бывших царских офицеров, пытаются объявить газават. В августе командующий Туркестанским фронтом Фрунзе М. В. двинул свои силы на Бухару; параллельно вспыхнуло пробольшевистское восстание в городе Старый Чарджуй.
К вечеру 1 сентября контроль над Бухарой окончательно перешёл в руки Красной Армии. В сентябре — октябре 1920 года образована Бухарская Народная Советская Республика. Вместе с тем советизация Средней Азии осталась далеко не завершенной; ещё с 1917 года в регионе возникло движение басмачей, окончательно ликвидированное только к 1932 году.

## Сибирь. 1920. Основание ДВР

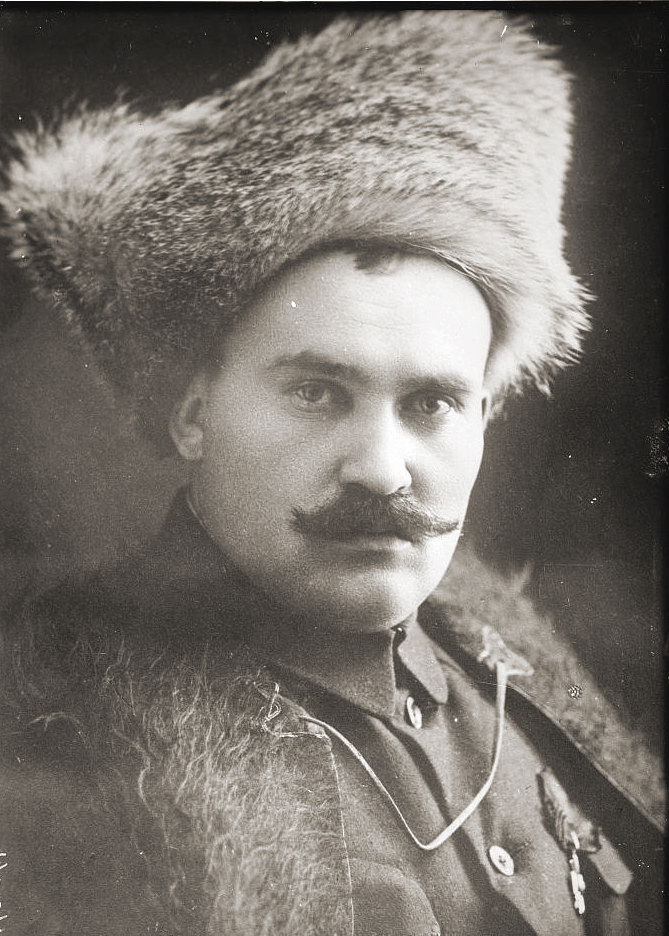
Атаман забайкальских казаков Семёнов

В связи с наступлением Красной армии правительство адмирала Колчака было эвакуировано в 1919 году из Омска в Иркутск. Однако в январе 1920 года и в этом городе произошло восстание; власть перешла к эсеро-меньшевистскому правительству Политцентра. Чехословаки передали адмирала Колчака новым властям Иркутска. Уже 21 января Политцентр передал власть в городе большевистскому ревкому.
Перед своей казнью адмирал Колчак ещё 4 января 1920 года передаёт полномочия Верховного правителя России генералу Деникину, признав также атамана забайкальских казаков Семёнова в качестве правителя Российской Восточной окраины.
Однако с расстрелом Колчака контроль большевиков над регионом всё ещё оставался далеко не полным. В Забайкалье продолжал действовать казачий атаман Семёнов, возглавивший правительство Российской Восточной окраины в Чите. В феврале 1920 года семёновцы соединились с остатками войск уже умершего к этому времени генерала Каппеля.
Однако более серьёзной угрозой большевизму на тот момент являлись японские интервенты во Владивостоке. В феврале-мае 1920 года под предлогом столкновения с красными партизанами зона оккупации была расширена на города Николаевск-на-Амуре, Хабаровск, Верхнеудинск.
Большевики столкнулись с давлением эсеровского Политцентра, предлагавшего создать в Сибири демократическое государство, которое стало бы буфером между Советской Россией и японскими интервентами. В соответствии с этими предложениями 6 апреля 1920 года была основана буферная Дальневосточная республика; однако, по сравнению с первоначальными предложениями эсеров, её границы и роль небольшевистских политических сил в ней были сильно урезаны. В политической жизни ДВР с момента её основания резко доминировали социалисты, а её Народно-Революционная армия фактически подчинялась РККА.
Японские интервенты отказались признавать ДВР, в качестве противовеса оказывая помощь атаману Семёнову. Вместе с тем усиление Японии на российском Дальнем Востоке вошло в резкое противоречие с интересами её союзников по Антанте. Под их продолжающимся давлением японцы были вынуждены осенью 1920 года вывести свои войска из Забайкалья; под ударами НРА ДВР семёновцы и каппелевцы 22 октября 1920 года оставили Читу. Остатки белогвардейских войск эвакуировались в Приморье.

## Урегулирование отношений РСФСР с государствами Балтии. 1920
В условиях продолжавшейся советско-польской войны и международной дипломатической изоляции советское правительство предпочло заключить в 1920 году серию мирных договоров с новыми независимыми государствами — Эстонией, Латвией и Литвой.
- Эстония. В ноябре — декабре 1919 года остатки угрожавшей Петрограду армии генерала Юденича отступили на эстонскую территорию, где они были интернированы местными властями. 2 февраля 1920 года два никем в мире на тот момент не признанные государства — РСФСР и Республика Эстония, признали друг друга, и заключили Тартуский мирный договор. По его условиям Россия обязалась выплатить эстонской стороне компенсацию в 15 млн рублей золотом, теряла Ивангород и Печоры. По оценке исследователя Игоря Павловского[49], столь невыгодные условия были приняты большевиками для организации поставок в Россию через Ревель в условиях продолжавшейся международной изоляции. Кроме того, урегулирование отношений с Эстонией навсегда избавляло большевиков от опасности повторения нового похода белогвардейцев на Петроград.

- Латвия. В 1919 году в Латвии продолжали действовать польские войска и белые части Западной армии. В январе 1920 года РСФСР и Латвия заключили соглашение о перемирии, 11 августа подписан Рижский мирный договор.

- Литва. Советско-литовский мирный договор был подписан 12 июля 1920 года. В документе специально не оговаривались западные границы Литвы, в том числе Вильно, оккупированный на тот момент Польшей. Советская сторона признавала Вильно литовской территорией и получала право на ведение в его районе боевых действий против поляков. В ходе советско-польской войны РККА на какое-то время действительно заняла Вильно с прилегающей областью, выбив из них польскую армию. 24 августа эти территории были переданы Литве, однако уже в октябре они были захвачены польским генералом Желиговским, основавшим марионеточное государство Срединная Литва.

## Украина. 1920—1921. Советско-польская война
В феврале 1920 года войска Деникина окончательно эвакуировались с Украины в Крым, на тот момент являвшийся частью России. Ставка Деникина расположилась в Феодосии. К концу марта белогвардейцы также оставили Дон и Кубань.
Под давлением как офицерства, недовольного отступлением 1920 года, так и союзных Великобритании и Франции, Деникин 5 апреля передал командование остатками белых войск генералу Врангелю, и вскоре эмигрировал из России.
Вместе с тем с начала 1920 года под влиянием так называемого Первого зимнего подхода армии УНР (февраль 1920) на Украине широко развернулось петлюровское повстанческое движение под эгидой создания независимого украинского государства. Продолжали действовать махновцы. Петлюра на этот момент уже находился в Польше.
25 апреля 1920 года началось наступление польской армии на Киев. 7 мая поляки вошли в город, однако уже 14 мая были выбиты из него войсками Тухачевского (см. Киевская операция Войска Польского). Серьёзную поддержку наступающим полякам оказывали петлюровские повстанцы: атаманы Куровский, Струк, Шепель, Волынец и др. В марте 1920 года крестьяне Белой Церкви подняли восстание против большевиков, образовав так называемую «Сечь», которую удерживали два месяца, до подхода польских войск. В мае активизировались атаманы Блакитный, Пеструшко, Хмара (так называемые «Степная повстанческая дивизия», «Александрийская повстанческая дивизия»). Атаман Струк с весны 1920 года действовал в районе Чернобыля, в Холодном Яру действовал атаман так называемой «Холодноярской республики» Чучупака. В сентябре 1920 года Холодный Яр стал центром крупного восстания, охватившего до 25 тыс. крестьян.
1 мая 1920 года под прикрытием польских войск правительству УНР удалось создать «государственный центр» в Виннице. 14 июня под ударами советских войск петлюровцам пришлось переносить свою столицу в Жмеринку, откуда уже через неделю она была эвакуирована в Проскуров, и затем в Каменец-Подольский.
При поддержке Первой конной армии Будённого Тухачевскому в июле 1920 года удалось перейти в контрнаступление, также большевики выбили поляков из Белоруссии и Литвы. К 1 августа советские войска вышли на польскую границу, провозгласив так называемую Польскую Республику Советов, 15 июля 1920 года на отвоёванных у Польши землях провозглашена Галицкая социалистическая советская республика. Однако к осени 1920 года наступление на Варшаву окончательно провалилось (см. Варшавская битва).
18 ноября 1920 года Котовский выбил петлюровское правительство из Проскурова; Петлюра вместе со своими министрами и армией отступил на польскую территорию.
Также с ноября 1920 года командующий Южным фронтом РККА Фрунзе приступил к уничтожению махновцев. Тяжёлая операция затянулась до августа 1921 года, когда остатки армии Махно, сократившейся всего до 77 человек, переправились в Румынию.
В январе-марте 1921 года петлюровцы из эмиграции в Польше начали подготовку широкомасштабного восстания на Украине, которое планировалось в апреле-мае. Однако положение изменилось с подписанием 18 марта 1921 года Рижского договора между Польшей и советской стороной. Договор закреплял за Польшей Западную Украину и Западную Белоруссию.
В соответствии с договором, стороны отказывались от вмешательства во внутренние дела друг друга, и Петлюра был вынужден перейти фактически на нелегальное положение. Вместе с тем, Польша на лето 1921 года так и не выслала Петлюру, несмотря на своё обещание Украине. С мая 1921 года на Украине петлюровцы поднимают серию восстаний. В соответствии с советским документом «Список банд на Украине», на май 1921 года насчитывалось до нескольких сотен «банд» численностью до 35 тыс. чел., действовавших под «самостийными» либо анархистскими лозунгами.
Однако уже к ноябрю 1921 года повстанческое движение на Украине было подорвано как массовыми арестами подпольщиков и акциями террора, так и амнистией и началом НЭПа. К декабрю 1921 очередная попытка восстания окончательно провалилась.

## Большевизация Закавказья. 1920—1921
В 1920—1921 годах стабилизировались отношения большевистского правительства с режимом Мустафы Кемаля (Ататюрка) в Турции. Турция полностью отстранилась от дальнейшего проведения великодержавной политики в Закавказье, в обмен на отказ Ленина от ведения в самой Турции коммунистической агитации. Таким образом, у большевиков были полностью развязаны руки для начала советизации Закавказья.
Весной 1920 года советское правительство приступило к большевизации Азербайджана. Для координации своих усилий в регионе ЦК РКП(б) учредил в апреле 1920 года Кавбюро во главе с Серго Орджоникидзе и Кировым С. М. 27 апреля 1920 года ЦК Компартии Азербайджана предъявил правительству ультиматум о передаче власти в течение 12 часов. Вскоре в Баку вступили войска советской 11-й армии при поддержке Волжско-Каспийской военной флотилии (см. Бакинская операция)
Дальнейшие операции по большевизации Грузии и Армении силами 11-й армии были приостановлены из-за начавшегося в это время польского наступления на Киев. Неудачная попытка восстания в Грузии была подавлена местным меньшевистским правительством.
В сентябре-ноябре 1920 года осложнилось положение Армении, оккупировавшей ранее ряд населённых армянами территорий в восточной Анатолии. К осени 1920 армянские войска были разгромлены турецкой армией (см. Армяно-турецкая война). Турция потребовала от Армении отдать ранее занятые территории.
27 ноября Орджоникидзе получил инструкции ввести в Армению войска 11-й армии под предлогом борьбы с наступлением турок. 29 ноября советская дипломатическая миссия в Ереване потребовала передачи власти Революционному комитету Советской социалистической республики Армения. В декабре Армения стала советской республикой.
После советизации Армении возглавлявшие Кавбюро Орджоникидзе и Киров начали настаивать на начале советизации Грузии, однако Ленин долго выступал против операции, сомневаясь в её успехе, и преувеличивая популярность местного меньшевистского правительства. Кроме того, значительные силы Красной армии в этот период отвлекались на подавление бесконечных крестьянских восстаний, вспыхивавших по всей России. В январе-феврале 1921 года Орджоникидзе удалось склонить на свою сторону Сталина и Троцкого, и, наконец, после долгих колебаний Ленин 15 февраля санкционировал наступление на Тифлис (см. Советско-грузинская война).
С 16 февраля 1921 года также силами 11-й армии была проведена советизация Грузии. Положение грузинских меньшевиков ухудшилось в связи со вторжением в Грузию турок, предъявивших 23 февраля ультиматум о передаче Батуми, и 16 марта объявивших о его аннексии. 18 марта грузинская сторона капитулировала, подписав с Москвой договор, по которому Батуми оставался в составе Грузии.

## Падение Крыма. 1920
В апреле 1920 года генерал Деникин передал власть над Крымом и остатками белогвардейских войск барону Врангелю, переформировавшему свои части в Русскую армию (см. Русская армия Врангеля). Британия вскоре устранилась от какого-либо дальнейшего участия в событиях, тогда как Франция в середине 1920 года признала правительство барона Врангеля де-факто, пообещав помощь деньгами и вооружением.
После прихода к власти Врангель отказался от провалившейся бескомпромиссной политики восстановления «единой и неделимой России», безуспешно попытавшись привлечь на свою сторону все оппозиционные большевизму силы, в первую очередь поляков и петлюровцев. Однако договора с Польшей заключить так и не удалось, а петлюровцам оказалось недостаточно обещаний широкой автономии Украины.
По оценке исследователя Савченко В. А., для привлечения крестьянства армия была переформирована в «Русскую армию», и была обещана аграрная реформа. Однако в целом мобилизованные крестьяне оставались ненадёжным элементом. Широко практиковались также мобилизации во врангелевскую армию пленных красноармейцев, ещё менее надёжных.
Правительство барона Врангеля даже попыталось привлечь на свою сторону махновцев, однако Махно расстрелял врангелевских парламентёров. Неудачными оказались также переговоры с лидерами крымских татар.
В феврале, марте и апреле «белые» отбили несколько попыток Красной армии войти в Крым, в апреле проведён успешный рейд по красным тылам, в мае врангелевцами обстрелян Мариуполь.

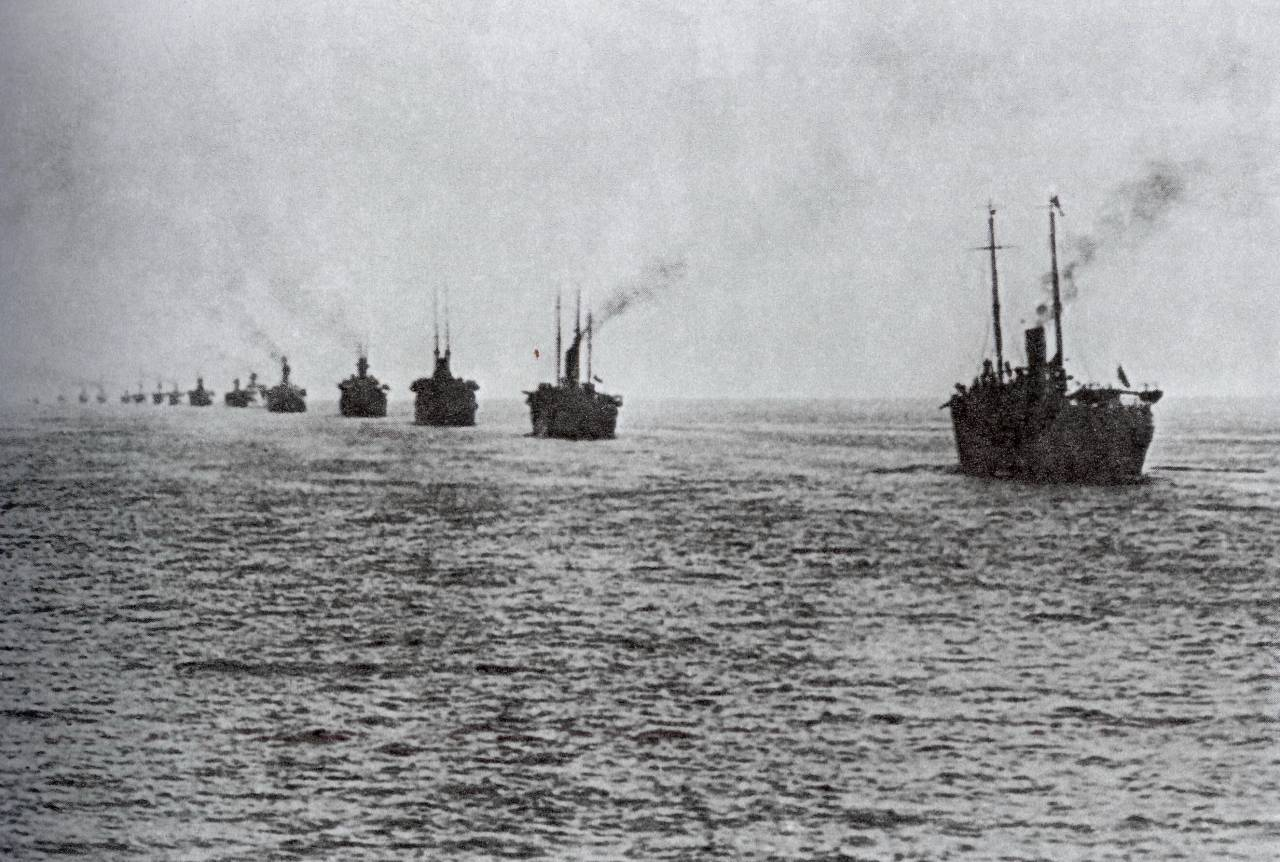
Эвакуация Русской армии из Крыма. Ноябрь 1920

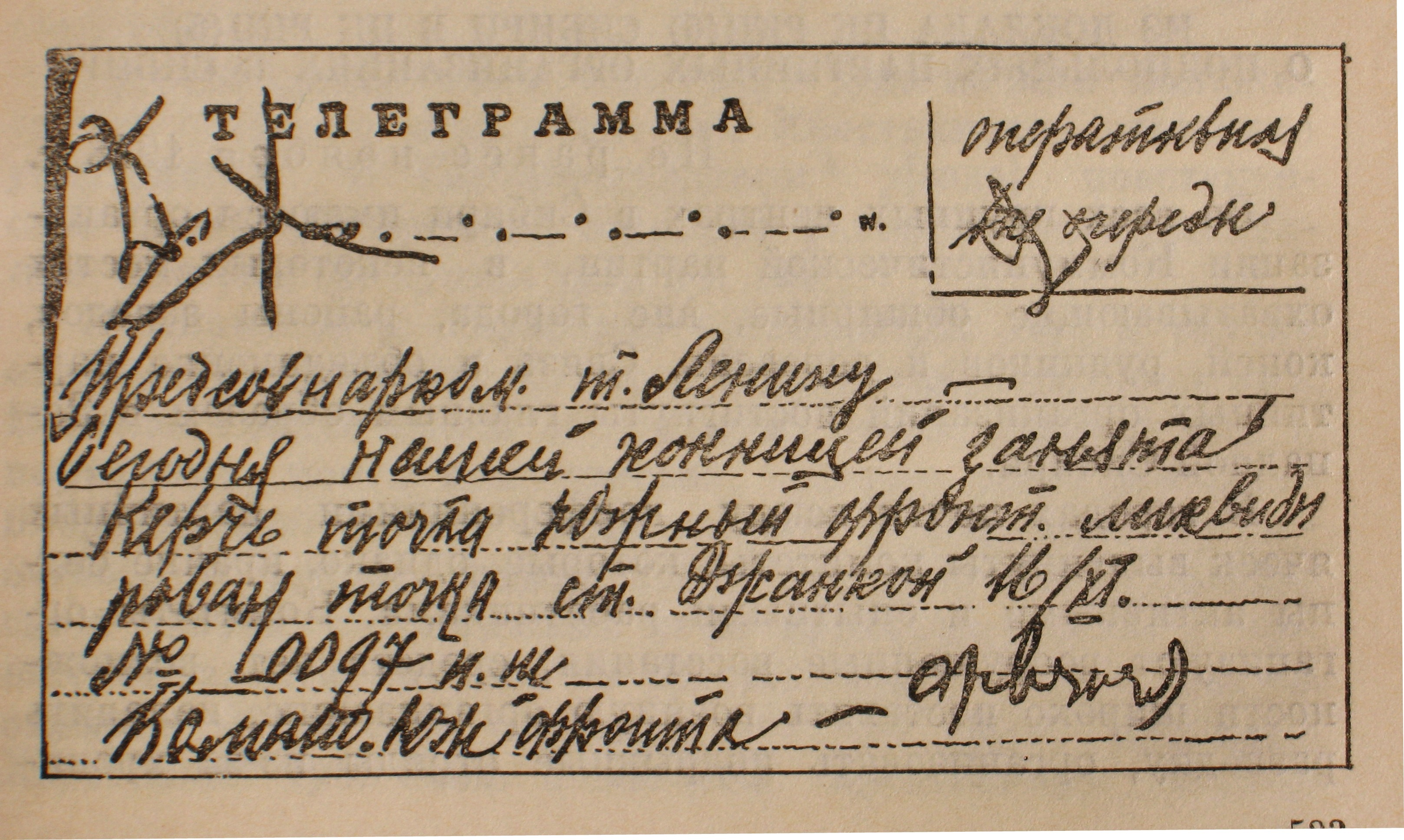
Телеграмма Фрунзе Ленину о взятии Керчи и ликвидации Южфронта

Однако дальнейшие перспективы обороны полуострова были туманными в связи с наличием большого количества военных и беженцев, вызвавших острую нехватку продовольствия и топлива. В связи с этим врангелевцы начали планировать широкое наступление из Крыма на Северную Таврию, где созрел богатый урожай зерновых. В июне 1920 года врангелевцы заняли Мелитополь и Бердянск, вышли к Очакову, к августу отбив два контрнаступления Красной армии.
Положение большевиков в это время осложнялось наступлением поляков, отвлекавшим значительные силы. Врангель призвал польские и петлюровские войска организовать совместное наступление. В сентябре 1920 года на сторону Красной армии в очередной раз перешли махновцы.
Благодаря наступившему к этому времени затишью на польском фронте у Красной армии были развязаны руки, и падение Крыма стало лишь вопросом времени. К октябрю 1920 года большевики сосредоточили против врангелевцев значительные силы с численным превосходством в 4-5 раз. В начале ноября Русская армия с боями отступила из Северной Таврии в Крым, укрывшись за Перекопом и Чонгаром.
В ночь с 8 на 9 ноября под ударами Красной армии врангелевцы оставили Турецкий вал, отступив к Юшуньской оборонительной линии. 12 ноября большевики при активной поддержке махновцев окончательно прорвали оборонительные линии, и ворвались в Крым.
В течение 12-16 ноября Врангелю удалось эвакуировать из полуострова до 150 тыс. военных и беженцев, рассредоточив их по всем портам Крыма.

## Присоединение Дальневосточной республики к РСФСР и окончание Гражданской войны. 1921—1922

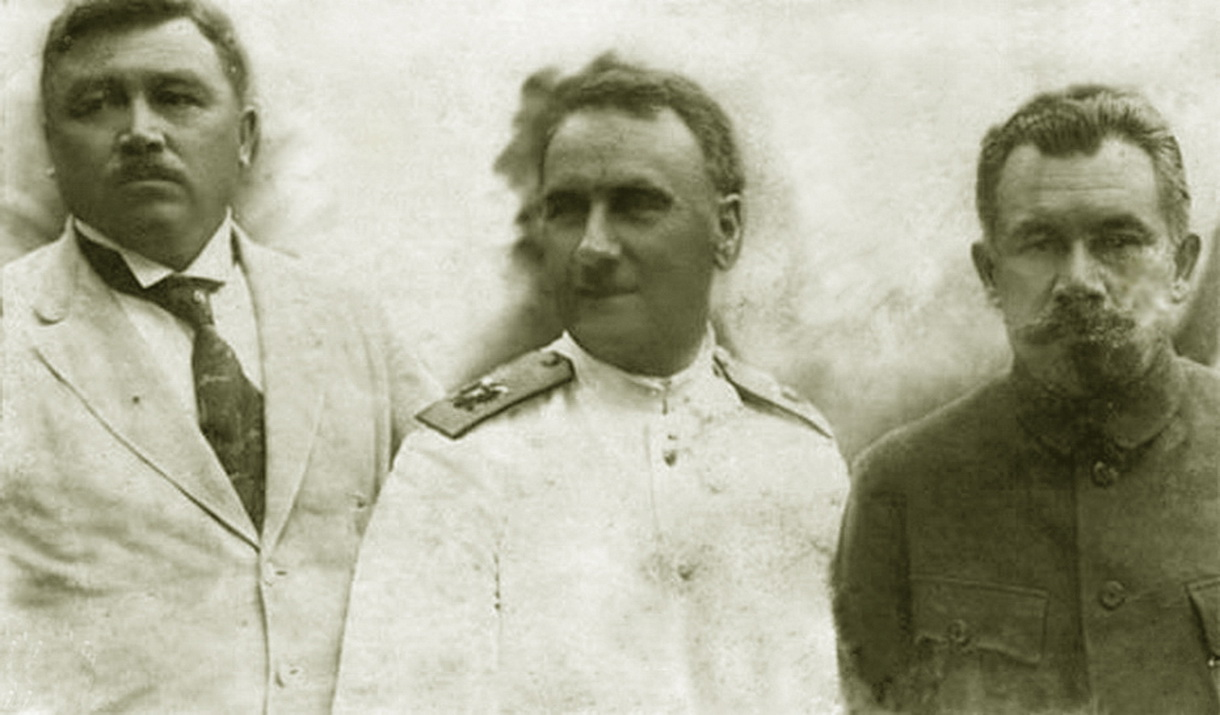
Приамурское государственное образование, 1922 год. Министр иностранных дел Н. Д. Меркулов, адмирал Г. К. Старк, председатель С. Д. Меркулов.

Деятельность ДВР, с момента своего основания фактически являвшейся марионеточным пробольшевистским режимом, вызывала обеспокоенность японских интервентов. При их поддержке остатки семёновцев и каппелевцев 26 мая 1921 года свергли пробольшевистски настроенное правительство Владивостока, создав новое государственное образование Приамурский земский край (так называемый «чёрный буфер») во главе с Меркуловым С. Д.. В ноябре — декабре 1921 года Белоповстанческая армия при поддержке японцев начала наступление, заняв 22 декабря Хабаровск.
В феврале 1922 года Народно-революционная армия ДВР под командованием Блюхера В. К. перешла к контрнаступлению, 14 февраля заняв Хабаровск. Остатки белоповстанцев отступили под прикрытие японских войск. В то же время на Вашингтонской конференции 1921—1922 годов Япония оказалась под мощным давлением США и Великобритании, опасавшихся усиления Японии в регионе, и требовавших вывода интервентов из Владивостока.
Летом 1922 года во Владивостоке пришёл к власти генерал М. К. Дитерихс, переформировавший войска Приамурья в Земскую рать, и сам получивший пост «Земского Воеводы». В сентябре 1922 года Дитерихсом была предпринята попытка контрнаступления, в октябре окончательно разгромленная Блюхером. 25 октября 1922 года Владивосток взят частями НРА ДВР, и Приамурский земский край прекращает своё существование. Параллельно этим событиям японские интервенты вынуждены под давлением своих союзников эвакуироваться из Владивостока. Уже в ноябре 1922 года ДВР официально входит в состав РСФСР в качестве Дальневосточной области.
С разгром «красными» последних крупных антибольшевистских вооружённых формирований при взятии Владивостока в октябре 1922 Гражданская война в России в целом была окончена (последние очаги сопротивления на Дальнем Востоке были подавлены 19 июня 1923 года, а борьба с басмачеством в Средней Азии, как часть Среднеазиатского театра военных действий Гражданской войны в России, продолжалась ещё до осени 1926 года).

## Основание СССР и Конституция (декабрь 1922 — январь 1924)
В ходе Гражданской войны большевики создали на территории бывшей Российской империи до нескольких десятков советских республик и ревкомов, многие из которых неоднократно переформировывались и ликвидировались по мере продвижения фронтов. На конец 1922 года основными советскими государственными образованиями стали РСФСР, Украина, Белоруссия и образованная в марте 1922 года Закавказская Федерация. Кроме того, в Средней Азии продолжали существовать Хорезмская и Бухарская советские республики, значительная часть региона входила в состав РСФСР в качестве Туркестанской АССР.
С окончанием Гражданской войны стала очевидной необходимость урегулирования отношений между этими государственными образованиями. Характерно выступление на X съезде РКП(б) в 1921 году украинского большевика Затонского В. П., заявившего в прениях по докладу ЦК о национальном вопросе, что отношения Украины с Россией являются непонятными. Формально четыре основных советских республики (РСФСР, УССР, БССР и ЗСФСР) считались «независимыми государствами». На деле же существовала единая Красная армия. Реальная власть на национальных окраинах находилась в руках местных компартий, которые на деле входили в состав РКП(б) на правах местных организаций. Таким образом, при формальной «независимости» окраины фактически были интегрированы в единую военную и политическую структуру с центром в Москве.
Вопрос об устройстве будущей советской федерации стал объектом для ожесточенных дискуссий, по крайней мере, с 1921 года. Основным стал вопрос о распределении власти между Москвой и национальными компартиями на местах. Во время Гражданской войны большевики привлекли в качестве союзников целый ряд национальных движений левой ориентации, лидеры которых всерьез поверили в лозунги самоопределения. В 1922 впервые ярко проявилось «великодержавие» И. В. Сталина, настаивавшего на принципе «автономизации»; в соответствии с этим планом, национальные окраины должны были включаться в РСФСР на правах автономий. Таким образом, вся советская федерация должна была называться «российской».
Под давлением Ленина был принят «интернационалистский» проект, в соответствии с которым все существовавшие на тот момент основные советские республики получали формальное равноправие друг с другом. В расчете на будущую советизацию всей Европы (см. мировая революция) из названия федерации изымалось слово «российская». Взамен его Ленин предлагал слово «восточно-европейская».
22 декабря 1922 года Первый Съезд Советов СССР утвердил Декларацию и Договор об образовании СССР. Договор подписали 29 декабря 1922 года представители четырёх республик: РСФСР, УССР, БССР и Закавказская Советская Федеративная Социалистическая Республика (в состав которой входили Грузия, Армения, Азербайджан и Абхазия, последняя с 1936 года в составе Грузии). Договор об образовании СССР вступил в силу 30 декабря 1922 года.
В то же время на момент основания СССР ситуация в отдельных регионах страны была все ещё далека от спокойствия. В Средней Азии продолжалось движение басмачей. В Западной Сибири происходили мощные антибольшевистские восстания крестьянства. А в Грузии в августе 1924 года произошло крупное меньшевистское восстание.
10 января 1923 года Президиум ЦИК СССР образовал 6 комиссий для подготовки будущей Конституции СССР. 26—27 июня проект Конституции был обсуждён, дополнен и одобрен Пленумом ЦК РКП(б). 6 июля II сессия ЦИК СССР одобрила проект Конституции СССР и приняла постановление «О введении в действие Конституции Союза Советских Социалистических Республик». 31 января 1924 года Конституция СССР была единогласно принята Вторым съездом Советов.

## Международное признание СССР (февраль 1924 — январь 1925)
Принятие Конституции способствовало признанию СССР ведущими иностранными державами.
На следующий день после принятия Конституции СССР, в Москву доставлена нота нового лейбористского правительства в Лондоне, с признаем власти СССР «де-юре правителями тех территорий старой Российской империи, которые признают их власть». Британская империя стала первой "мировой державой", признавшей власть СССР. Полное дипломатическое признание СССР следом за Великобританией предлагают: Италия (7 февраля), Норвегия (15 февраля), Австрия (25 февраля), Греция (8 марта), Вольный город Данциг (13 марта), Швеция (15 марта), Канада (24 марта), Китай (31 мая), Дания (18 июня), Албания (4 июля), Мексика (4 августа), Хиджаз (6 августа), Венгрия (18 сентября), Франция (28 октября) и Японская империя (20 января 1925).
После был подписания Пекинского договора между СССР и Японией 20 января 1925 года, Япония обязалась до 15 мая 1925 освободить Северный Сахалин, являвшейся на тот момент последней оккупированной территорией после иностранной военной интервенции в России.
После подавления движения басмачей, 4 июня 1926 года был ликвидирован Туркестанский фронт — последний «фронт» Красной армии во время Гражданской войны.